# DB-Baureihe 628
Die Fahrzeuge der Baureihe 628 sind zweiteilige Triebwagen mit Dieselantrieb, die von der Deutschen Bundesbahn ab 1974 in unterschiedlichen Versionen beschafft wurden. Der Großserienbau erfolgte erst ab 1986. Die Triebwagen werden deutschlandweit im Schienenpersonennahverkehr auf Neben- und untergeordneten Hauptbahnen eingesetzt. Sie gelten als Nachfolger der Schienenbusse und gingen 1994 im Zuge der Privatisierung in das Eigentum der Deutschen Bahn über.
Sie werden aus einem Motor- (628) und einem Steuerwagen (928) sowie gelegentlich auch aus zwei Motorwagen (629) gebildet. Im Deutschen Fahrzeugeinstellungsregister wurde für diese Fahrzeuge die Baureihennummer 95 80 0628 vergeben.
Bedingt durch die hohe Stückzahl werden die Fahrzeuge nach wie vor auf nichtelektrifizierten Strecken eingesetzt, wobei sich ihre Zahl seit den 2000er Jahren bedingt durch Streckenelektrifizierungen und Ausschreibungen für Neufahrzeuge deutlich reduziert hat.

## Geschichte

### 628.0

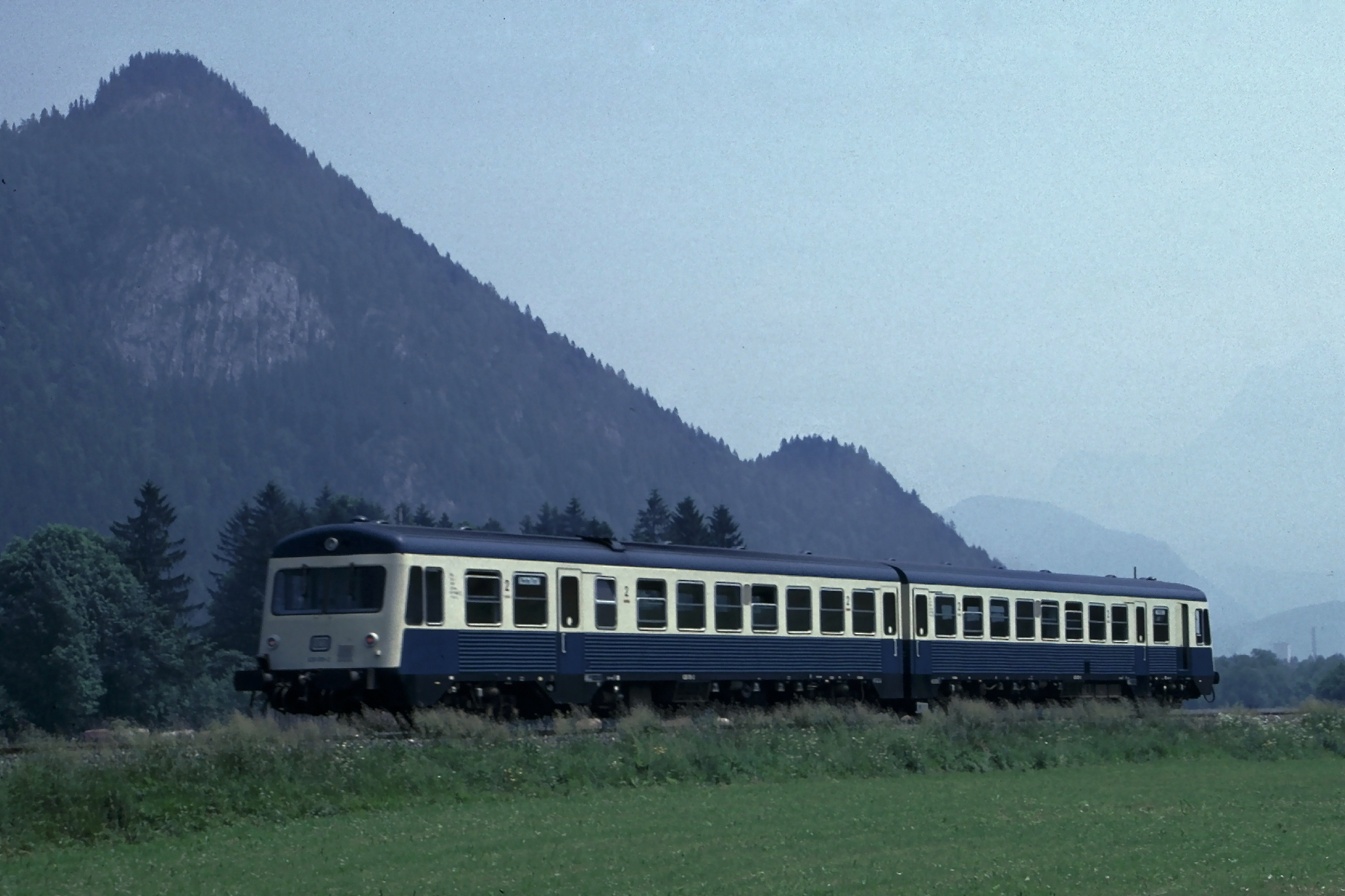
628.0 auf der Außerfernbahn bei Schönbichl (Österreich), 1987

Die Entwicklung der Baureihe 628 begann Anfang der 1970er Jahre, als die Uerdinger Schienenbusse der Baureihen VT 95 und VT 98 das Ende ihrer veranschlagten Nutzungszeit erreichten. Das Bundesbahn-Zentralamt in München begann daher in Zusammenarbeit mit der Waggonfabrik Uerdingen mit der Konzeption der Baureihe 628, die die Schienenbusse und die Akkumulatortriebwagen der Baureihe 515 ersetzen sollte. Die neuen Fahrzeuge sollten auch auf Hauptbahnen einsetzbar sein, was eine Erhöhung der Höchstgeschwindigkeit, Verstärkung der Bremsanlage und Steigerung des Komforts gegenüber den Schienenbussen erforderte, aber bei den Betriebskosten nicht teurer als ein Schienenbus sein.
1974, zwei Jahre später, konnten die Waggonfabrik Uerdingen und MaK die Prototypen der zweiteiligen Baureihe 628(.0) sowie deren einteilige Variante Baureihe 627 für den Einsatz auf Strecken mit schwächerem Fahrgastaufkommen vorstellen. Die Fahrzeuge wurden erprobt und bewährten sich dabei außerordentlich, wenngleich sich bereits damals die manchmal mangelnde Leistungsfähigkeit der Maschinenanlagen abzeichnete. Im Unterschied zu allen späteren Serien waren bei den 628(.0) wie bei den 627 die Seitenwände unterhalb der Fenster gesickt.
Das ursprüngliche Beschaffungsprogramm der Bundesbahn sah vor, zwischen 1972 und 1976 jährlich zehn Fahrzeuge der einteiligen Baureihe 627 und 90 Fahrzeuge der zweiteiligen Baureihe 628 zu beschaffen. Aufgrund der Erarbeitung einer neuen Konzeption für den Nahverkehr wurde eine Serienbeschaffung später zurückgestellt. Nach Testfahrten in den Niederlanden und in Dänemark wurden auf Basis der 628.0 bzw. 627.0 für die dänische Staatsbahn die Baureihe MR und für die niederländische Staatsbahn die auch als „Wadloper“ bekannten DH-1- und DH-2-Triebwagen konstruiert und in Serie gefertigt.
1984/1985 erfolgte der Umbau von automatischer Scharfenbergkupplung auf reguläre Zug- und Stoßeinrichtungen. Die Scharfenbergkupplung bereitete im Winter Probleme, zudem konnten so Mehrfachtraktionen mit den späteren 628-Serien und dem 627.1 gebildet sowie Kurswagen mitgeführt werden. Auch die 627.0 wurden umgebaut.
Bereits 1980 wurden im Rahmen der Entwicklung des 628.1 aus den Triebwagen 628 006, 628 016, 628 007 und 628 017 die Motoren ausgebaut und die so entstandenen Steuerwagen mit 628 021, 628 022, 628 023 und 628 024 gekuppelt, die stärkere Motoren erhalten hatten.
Die Triebzugeinheiten 628 004/014, 628 005/015, 628 009/019 und 628 010/020 gelangten zunächst zum Bahnbetriebswerk Braunschweig und von dort auf die nicht elektrifizierten Strecken im Harz und Weserbergland. Die übrigen 628.0 wurden im Bahnbetriebswerk Kempten (Allgäu) stationiert, wohin ihnen die Braunschweiger 628.0 im Juni 1980 folgten. Fortan waren alle Vorserienfahrzeuge der Baureihe 628.0 in Kempten beheimatet und kamen von dort aus bis Ende 2002 auf sämtlichen Strecken im Allgäu zum Einsatz. Ab 2003 reduzierte sich ihr Einsatzradius auf die Außerfernbahn, und im Januar 2005 wurde das letzte Fahrzeug dieser Bauserie (628 008/018) endgültig abgestellt. Einige wurden bereits verschrottet, andere nach Polen verkauft, wo sie neu lackiert und mit kleineren Anpassungen im Winter 2005/2006 für die Koleje Mazowieckie wieder in Betrieb gegangen sind.

### 628.1

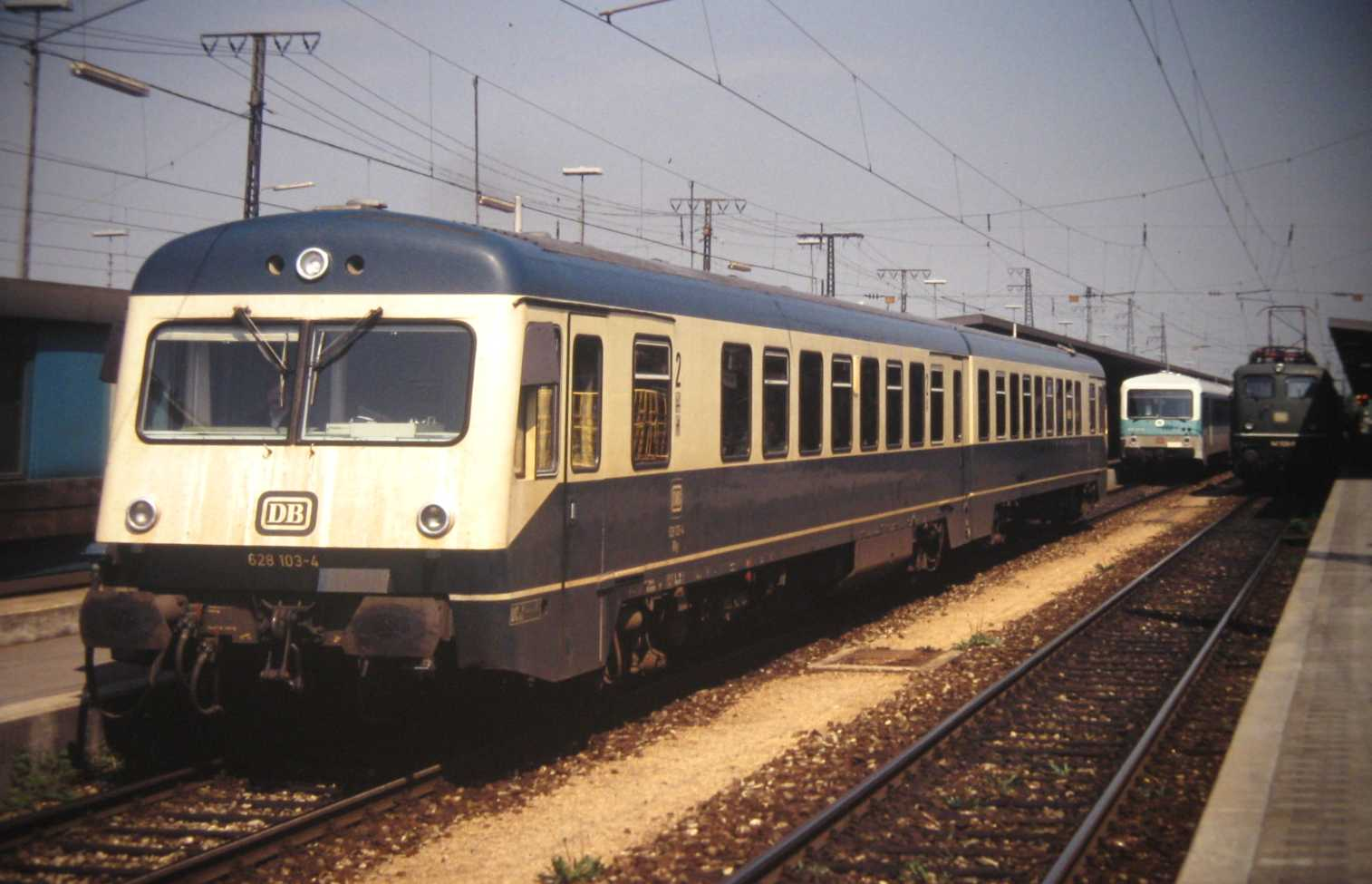
628 103 in Augsburg Hbf, 1989

Nach Auslieferung, Erprobung und Bewährung des 628.0 kam es jedoch nicht zu einer Serienfertigung, da von politischer Seite der Schienenpersonennahverkehr gerade neu bewertet wurde und noch nicht abzusehen war, wie viele und welche Fahrzeuge dafür überhaupt noch gebraucht würden. Das Projekt Baureihe 628 kam vier Jahre fast völlig zum Stillstand. Hinter den Kulissen entwickelten die Ingenieure die Triebwagen aber unvermindert weiter.
1981 präsentierte man den Triebzug der Baureihe 628.1, von dem drei Exemplare gebaut wurden. Wichtigster Unterschied war der Wegfall der zweiten Maschinenanlage, da der verbliebene Motor allein stark genug war, um den Triebzug fortzubewegen. Der zweite Wagenteil konnte dadurch zum Steuerwagen der Baureihe 928.1 werden. Zusammen mit einigen weiteren Änderungen wie einer vereinfachten elektrischen Anlage, dem Verzicht auf eine der beiden Toiletten und einen von vorher vier Einstiegen pro Seite sowie der Ausrüstung für Einmannbetrieb sorgte dies für eine noch höhere Wirtschaftlichkeit der Fahrzeuge. Die Kopfform wurde auf eine Keilform mit horizontalem Knick knapp oberhalb der Puffer geändert. Die Seitenwände waren ab den 628.1 glatt.

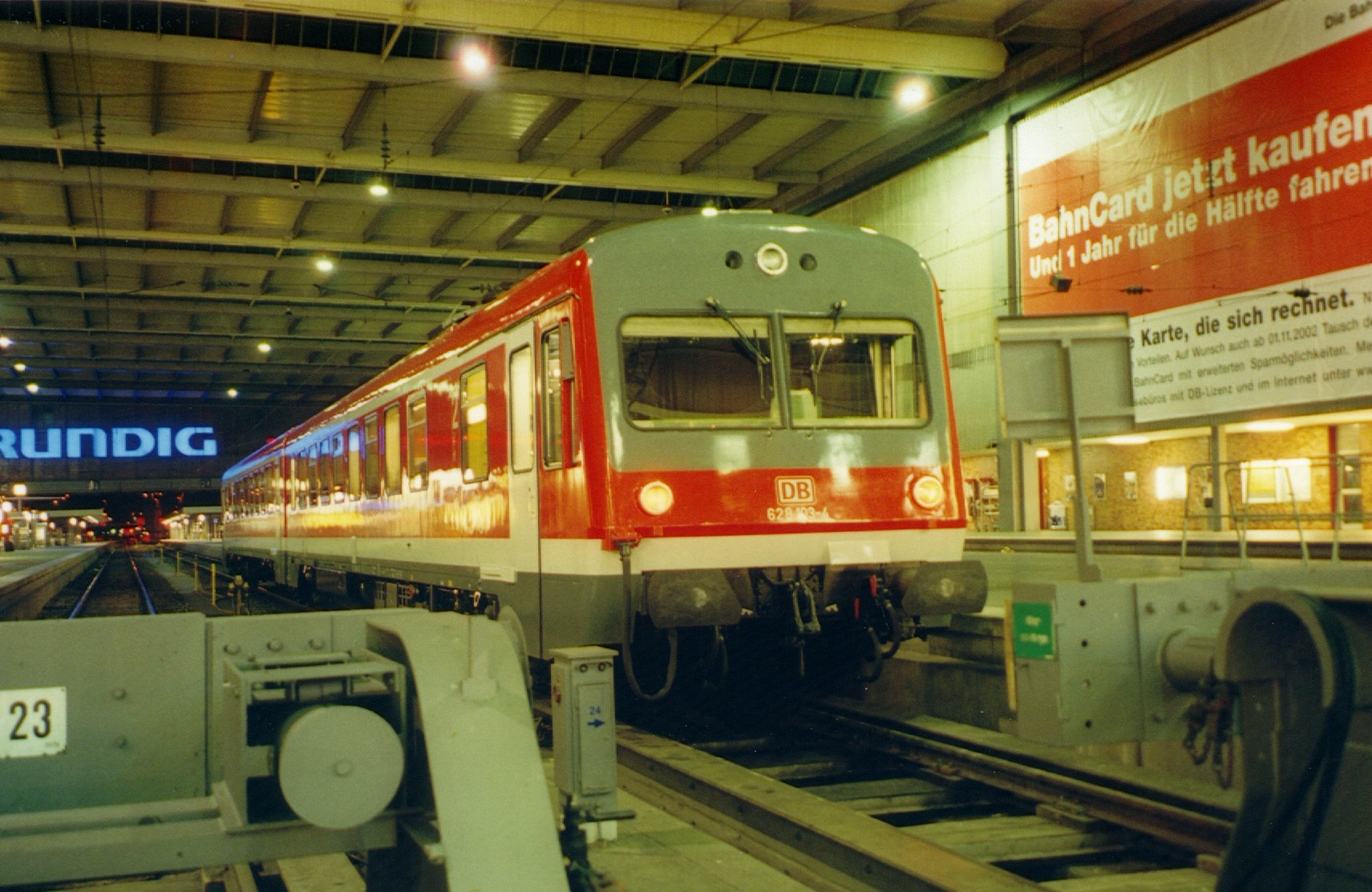
628 103 am 5. Juli 2002 in München Hbf

Zusätzlich gab es erneut eine einteilige Variante mit der Bezeichnung 627.1, von der fünf Prototypen beschafft wurden. Die neuen Fahrzeuge wurden ebenfalls zwei Jahre lang erprobt und bewährten sich dabei wie ihre Vorgänger hervorragend, so dass nun einem Serienbau nichts mehr im Weg stand. Die einteilige Variante ging nicht in Serie, da sie nur geringfügig mehr Plätze als ein Omnibus bot und daher nicht wirtschaftlich einsetzbar war. Als Besonderheit besaß der 628 102 als einziger dieser kleinen Serie ein Abteil der 1. Klasse.
Die drei Triebzüge der Baureihe 628.1 (628/928 101, 102 und 103) waren alle von Anfang an in Kempten im Allgäu beheimatet. Von hier aus kamen sie noch bis 8. Dezember 2007 in einem eigenen Umlaufplan auf der Außerfernbahn und auf der Illertalbahn zum Einsatz, bis zum Fahrplanwechsel 2006 erreichten sie auch noch weitere Ziele im Allgäu, z. B. auf der Strecke von Augsburg nach Füssen.
Bei ihrer letzten Hauptuntersuchung in den Jahren 2001 und 2002 wurden die Fahrzeuge zur technischen Vereinheitlichung in einigen Punkten an die Unterbaureihe 628.2 angepasst. Anfang 2008 wurden alle 628.1 z-gestellt. Anfang April 2008 wurden sie ins Stillstandsmanagement in Hamm überführt.
2011 wurden die Triebzüge 628 102 und 103 an die Sodema Inc. Société de gestion des équiquements publics de Charlevoix nach Kanada verkauft, wofür sie bei den Fahrzeugwerken Miraustraße (FWM) in Hennigsdorf überholt wurden. 628 101 befindet sich heute im Besitz der Gesellschaft für Fahrzeugtechnik in Crailsheim und soll in den kommenden Jahren aufgearbeitet werden.

### 628.2

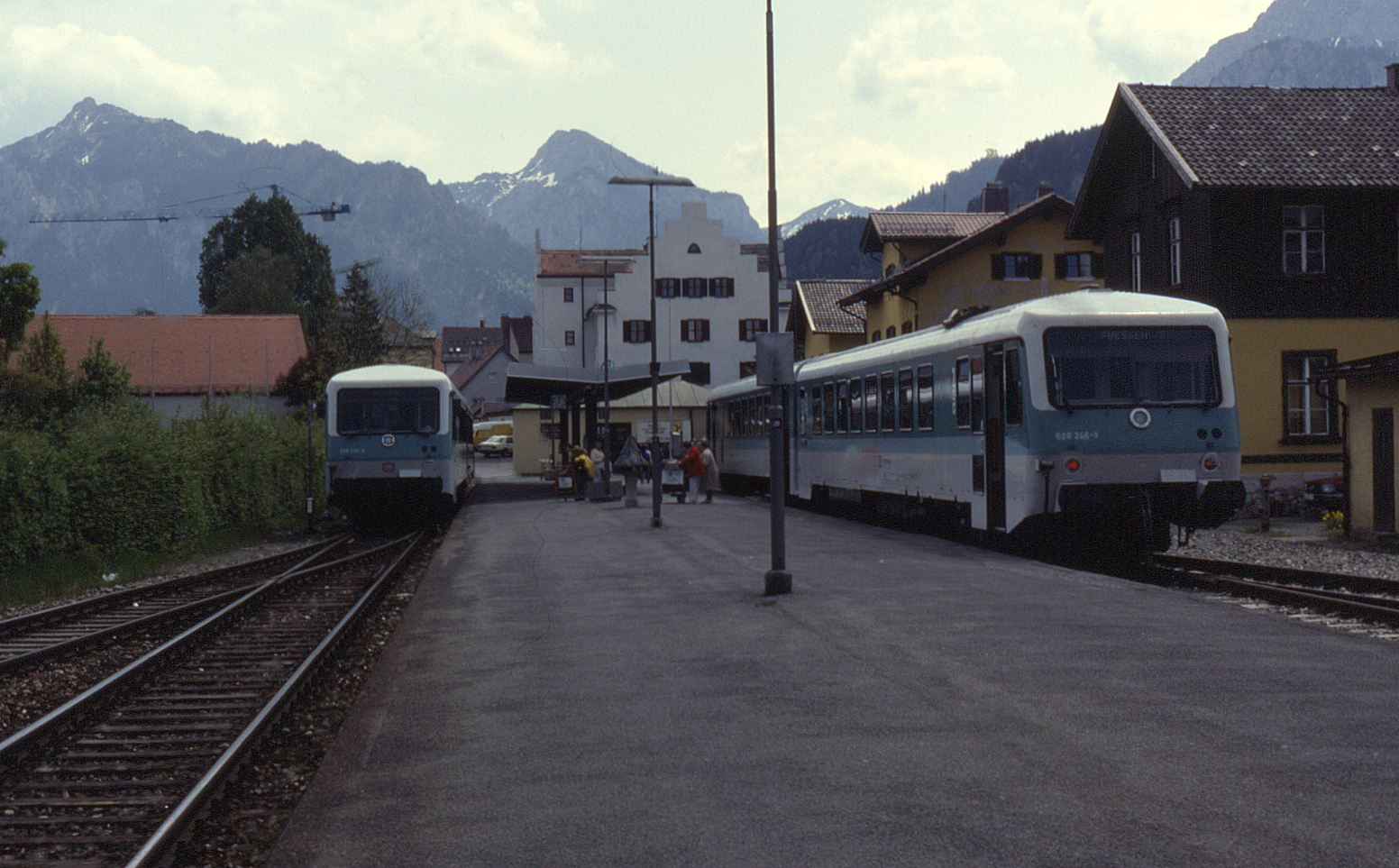
Zwei Fahrzeuge der Bauserie 628.2 in den neuen Produktfarben der Deutschen Bundesbahn, 1992

Bevor es zum Serienbau kam, wurden noch einige kurzfristige Wünsche in die zukünftigen Serienfahrzeuge 628.2 integriert, unter anderem ein kleines Großraumabteil 1. Klasse, eine verbesserte Belüftung und eine Trennwand zwischen Führerständen und Fahrgastraum. Äußerlich wurde die Stirnwand stärker angekippt und das obere Spitzenlicht unter die Frontscheiben verlegt. Des Weiteren erhielt das Fahrzeug anstelle der Rollbandanzeige der Vorgänger insgesamt vier elektronische Zugzielanzeiger an den Stirnseiten und Seitenwänden. Auch wurde der Anteil der Nichtraucherplätze erhöht. Die 628.2 waren die ersten Fahrzeuge in den damals neuen Produktfarben der Deutschen Bundesbahn minttürkis/pastelltürkis/lichtgrau.
Ein Triebzug kostete 2,27 Millionen D-Mark.
Während die erste-Klasse-Großraumabteile beim 628.0 und 628.1 nur bei jeweils einem Exemplar verwirklicht wurden, besitzen ab dem 628.2 alle Fahrzeuge ein kleines Großraumabteil erster Klasse. Dieses befindet sich stets im Steuerwagen am Führerstandsende hinter dem Mehrzweckraum. Bei den 628.9/629-Einheiten befindet es sich im 629, bei den provisorisch zusammengestellten Einheiten aus zwei Triebwagen 628.2 fehlt es dagegen. Bis zur Einführung des Rauchverbotes in allen Zügen der DB 2007 grenzte die erste Klasse stets an den Raucherbereich der zweiten Klasse.
Insgesamt wurden zwischen 1986 und 1989 150 Einheiten dieses Typs beschafft. Grundlage für die Serienbeschaffung war ein neues Nahverkehrskonzept der Deutschen Bundesbahn, in dem sie mit den Ländern Bayern, Baden-Württemberg, Rheinland-Pfalz und Schleswig-Holstein Rahmenvereinbarungen zur Ausgestaltung des Schienenpersonennahverkehrs abschloss. Im Zuge dessen wurden Fahrzeuge der Bauserie 628.2 für die Bahnbetriebswerke Kiel, Kempten, Karlsruhe und Limburg beschafft. Diese Rahmenvereinbarungen beinhalteten unter anderem Investitionszuschüsse der Länder zur Fahrzeugbeschaffung und zum Ausbau der Strecken- bzw. Stationsinfrastruktur. Kommunen verpflichteten sich zur Erneuerung des Bahnhofsumfelder, der Schaffung von Park&Ride-Parkplätzen, dem Bau von zentralen Omnibusbahnhöfen und den Verzicht von Bahn-parallelen Busverkehren. Im Gegenzug beschaffte die Deutsche Bundesbahn die neuen Dieseltriebzüge und gab mehrjährige Bedienungsgarantien mit definierten Zugzahlen ab. Eine Besonderheit nahm dabei die Stadt Bocholt ein, die entgegen dem Rahmenvereinbarungsentwurf des Landes NRW zur Einstellung des Schienenpersonennahverkehrs auf der Strecke Wesel – Bocholt durch die Finanzierung eines Fahrzeuges der Baureihe 628.2 und Investitionen im Bahnhofsumfeld eine Bestandsgarantie über zehn Jahre erwirken konnte. Das Fahrzeug wurde im Bahnbetriebswerk Limburg stationiert und mit der Aufschrift „Der Bocholter“ versehen.
Die neue Fahrzeugserie wurde der Öffentlichkeit am 26. April 1987 an einem Tag der offenen Tür in Süderbrarup vorgestellt. Damals begann auf der Bahnstrecke Kiel–Flensburg der erste fahrplanmäßige Betrieb der neu eingeführten Zuggattung Regionalschnellbahn (RSB). Neben den neuen Fahrzeugen wurde das Angebot durch einen ganztägigen Stundentakt und einem Betrieb am Wochenende aufgewertet. Kleinere Halte wurden zur Fahrzeitverkürzung aufgegeben und das Bahnangebot mit Zubringerbuslinien systematisch verknüpft. Die Linie war Bestandteil der Rahmenvereinbarung mit dem Land Schleswig-Holstein und sollte als Vorbild für Projekte im gesamten Bundesgebiet dienen.
Beim Bahnbetriebswerk Kiel wurden einige dieser Triebwagen bis 1996 mit 140 km/h Höchstgeschwindigkeit betrieben. Da dies jedoch an der dafür eigentlich zu schwachen Antriebsanlage zu erhöhtem Verschleiß führte, wurde dies bald wieder beendet. Die 628.2 der DB Regionalbahn Schleswig-Holstein erhielten inzwischen alle ein Redesign mit neuen Sitzen, neuem Innenanstrich, Rollstuhlrampe u. a. Einige Jahre zuvor war bereits ein Karlsruher 628.2 einer grundlegenden Modernisierung der Inneneinrichtung unterzogen worden.

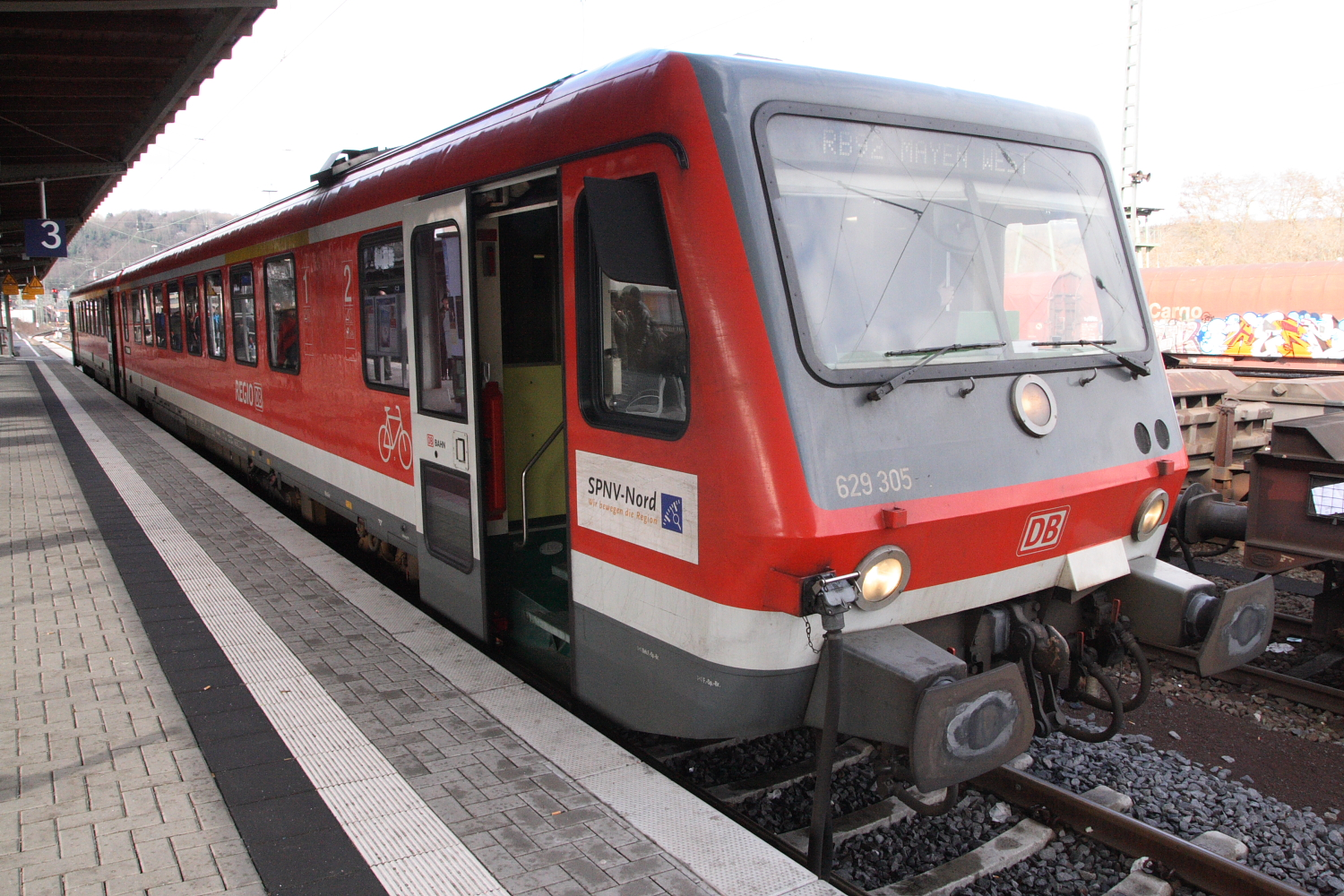
629 305 in Andernach

Die aus zwei Triebwagen bestehenden Einheiten wurden nachträglich zusammengestellt und unterscheiden sich so von den 628.9/629-Kompositionen. Auffällig sind das fehlende 1.-Klasse-Abteil und die beiden Toiletten in der Mitte des Zuges. Dafür fehlen die sonst im Steuerwagen oder im 629 am Kurzkuppelende vorhandenen Klappsitze. Einige dieser Triebzüge wurden in 628.3 umgenummert, sie kamen zwischenzeitlich auch auf der Eifelquerbahn zwischen Andernach und Kaisersesch zum Einsatz. Bei diesen fünf Fahrzeugen wurden nachträglich 1.-Klasse-Abteile mit Glastrennwänden eingebaut und die zweite Toilette entfernt.
Der erste Serientriebwagen 628 201/928 201 wurde im März 2015 in das DB Museum Koblenz gebracht. 2017 wurde er wieder in den Auslieferungszustand mit minttürkis/pastelltürkis/lichtgrauer Farbe versetzt und wird seitdem für Sonderfahrten in Schleswig-Holstein eingesetzt.
Planmäßig wird die Baureihe 628.2 nur noch auf der Wipperliese (Strecke Klostermansfeld-Wippra) und im Saisonverkehr bei der Ilztalbahn (Strecke Passau-Freyung) eingesetzt.

### 628.4

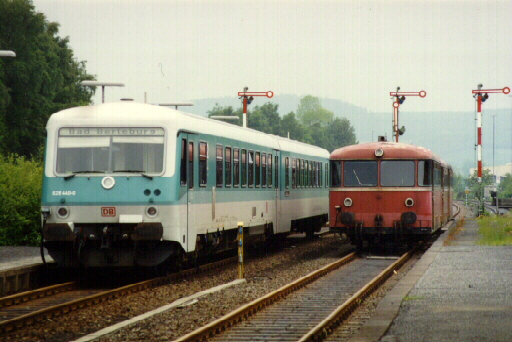
628.4 in Minttürkis/Pastelltürkis/Lichtgrau neben seinem Vorgänger, dem Schienenbus 1995 in Erndtebrück

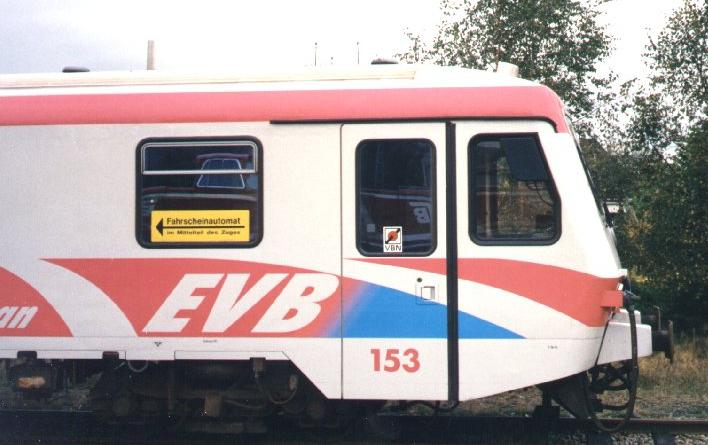
VT 153 der EVB

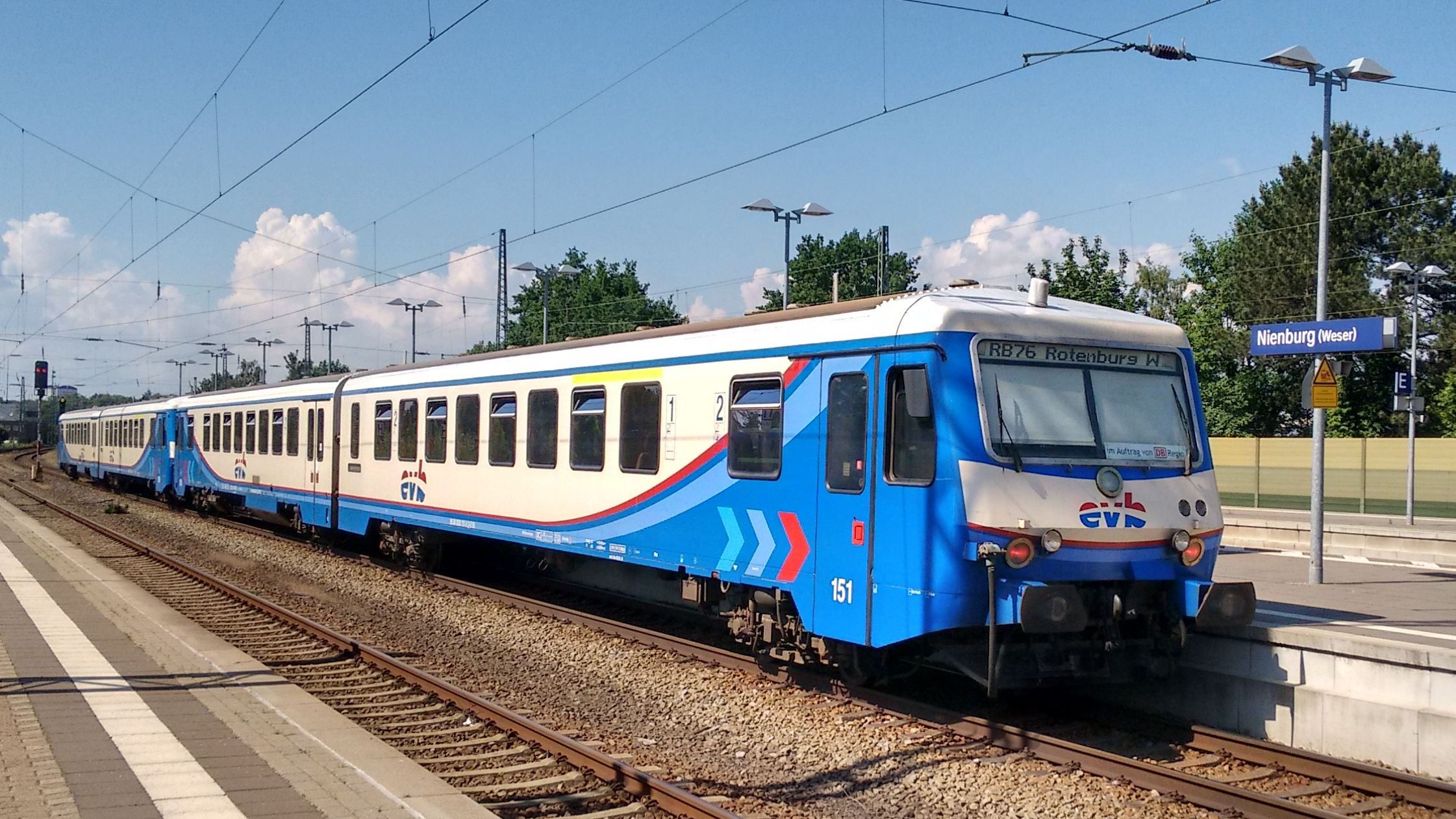
evb-Dieseltriebwagen 151 in aktueller Lackierung in Nienburg (Weser)

In die zweite Serie flossen die Erfahrungen ein, die man im Alltagsbetrieb mit den Triebwagen gemacht hatte. 1992 stellte die Düwag (ehemals Waggonbau Uerdingen) den Triebwagen Baureihe 628.4 vor, der nochmals technisch verbessert und weiterentwickelt worden war. Durch Ladeluftkühlung konnte die Leistung des Dieselmotors um 20 Prozent gesteigert werden. Bei den Türen wurden die unteren Fensterscheiben weggelassen, da sie beim Vorgänger 628.2 bisweilen durch Schotterflug zu Bruch gingen. Um am Kurzkuppelende eine Doppeltür einbauen zu können, wurden beide Fahrzeugteile um je 50 Zentimeter verlängert. Zwischen November 1992 und Januar 1996 wurden insgesamt 309 Triebwagen gebaut, von denen einige jedoch zu anderen Bahngesellschaften kamen, unter anderem auch nach Luxemburg und Rumänien.
Ein Triebzug kostete 2,75 Mio. DM.
Die luxemburgischen Staatsbahnen CFL besaßen zwei 628.4/928.4, die auch nach DB-System nummeriert sind (628 505-0/928 505-7 und 628 506-8/928 506-5). Diese entsprachen bis auf das Unternehmenslogo an der Front immer ihren DB-Schwesterfahrzeugen: zunächst in Minttürkis/Pastelltürkis/Lichtgrau, seit 2001 in roter Lackierung. Sie verkehrten auf Trierer 628-Umläufen der DB Regio (d. h. zwischen Trier und Luxemburg sowie auch zwischen Trier und Gerolstein) sowie für die CFL selbst im Nahverkehr innerhalb Luxemburgs. 2015 wurden sie an das CFL-Tochterunternehmen Norddeutsche Eisenbahngesellschaft Niebüll verkauft.
Da Anfang der 1990er Jahre kaum andere Triebwagen angeboten wurden, beschafften auch einige Privatbahnen Triebwagen dieses Typs. Die Eisenbahnen und Verkehrsbetriebe Elbe-Weser (EVB) erhielten 1993/94 fünf Trieb- und Steuerwagen 628.4/928.4, die Frankfurt-Königsteiner Eisenbahn (FKE) erhielt zur Kapazitätssicherung 1994 eine Kombination 628.4/928.4 und 1995 zwei 628.9/629-Triebzüge. Die Westerwaldbahn GmbH übernahm 1995 mit der Daadetalbahn auch eine Vierer-Variante der DB und 2008 den Vierer der FKE. Bei den Privatbahnen, die im Nahverkehr keine 1. Klasse anbieten, entfiel die entsprechende Beschilderung außen und innen. Die Bestuhlung und Beleuchtung wurde jedoch in dem sonst für die 1. Klasse vorgesehenen Abteil so eingebaut, wie es auch in den Wagen für die Deutsche Bahn üblich war. Bei der FKE wurde darüber hinaus die Toilette ständig verschlossen gehalten, da auch alle anderen Triebwagen der FKE nicht über Toiletten verfügen und man nicht wegen eines einzigen Wagens den Wartungsaufwand betreiben wollte.
Einen ungewöhnlichen Einsatz absolvierten einige 628.4 bei der S-Bahn München, wo sie ab 1998 auf der nicht elektrifizierten Linie A im Einsatz waren. Nach Elektrifizierung der Strecke nach Altomünster im Jahr 2014 wurden die Fahrzeuge an die Südostbayernbahn zurückgegeben.
Ein Teil der Fahrzeuge erhielten im Laufe der Zeit eine Modernisierung des Innenraums, angelehnt an das aktuelle DB-Innendesign. Die Sitze haben blaues Polster und Armlehnen aus Buchenholz, die Zwischenwände sind silbrig, die Gepäckablagen komplett weiß; das Beige der Seitenwandverkleidungen wurde bei vielen Fahrzeugen designwidrig beibehalten. Teilweise wurden größere Fahrradabteile in der Zugmitte eingerichtet und klappbare Rollstuhlrampen installiert. Die 628.4 der Südostbayernbahn erhielten 2016 zusätzlich neue Sitzbezüge, jedoch in abweichendem Design, in der zweiten Klasse mit grauem Stoffbezug, in der ersten Klasse mit Kunstlederbezug.
Bei der Westfrankenbahn wurden 2018 zwei Triebzüge aus jeweils zwei Triebwagen gebildet, die außerdem einen Außenanstrich in Minttürkis/Pastelltürkis/Lichtgrau erhielten. Sie erhielten die Spitznamen „Anna“ und „Maria“. Nachdem sich die Westfrankenbahn im Dezember 2019 von sämtlichen Fahrzeugen der Baureihe trennen musste, kamen die beiden Triebwagen noch u. a. bei der Südostbayernbahn und bei der DB ZugBus Regionalverkehr Alb-Bodensee GmbH in Ulm zum Einsatz, bevor sie im Mai 2025 ins Stillstandsmanagement nach Karsdorf überführt wurden.

### 628.9/629

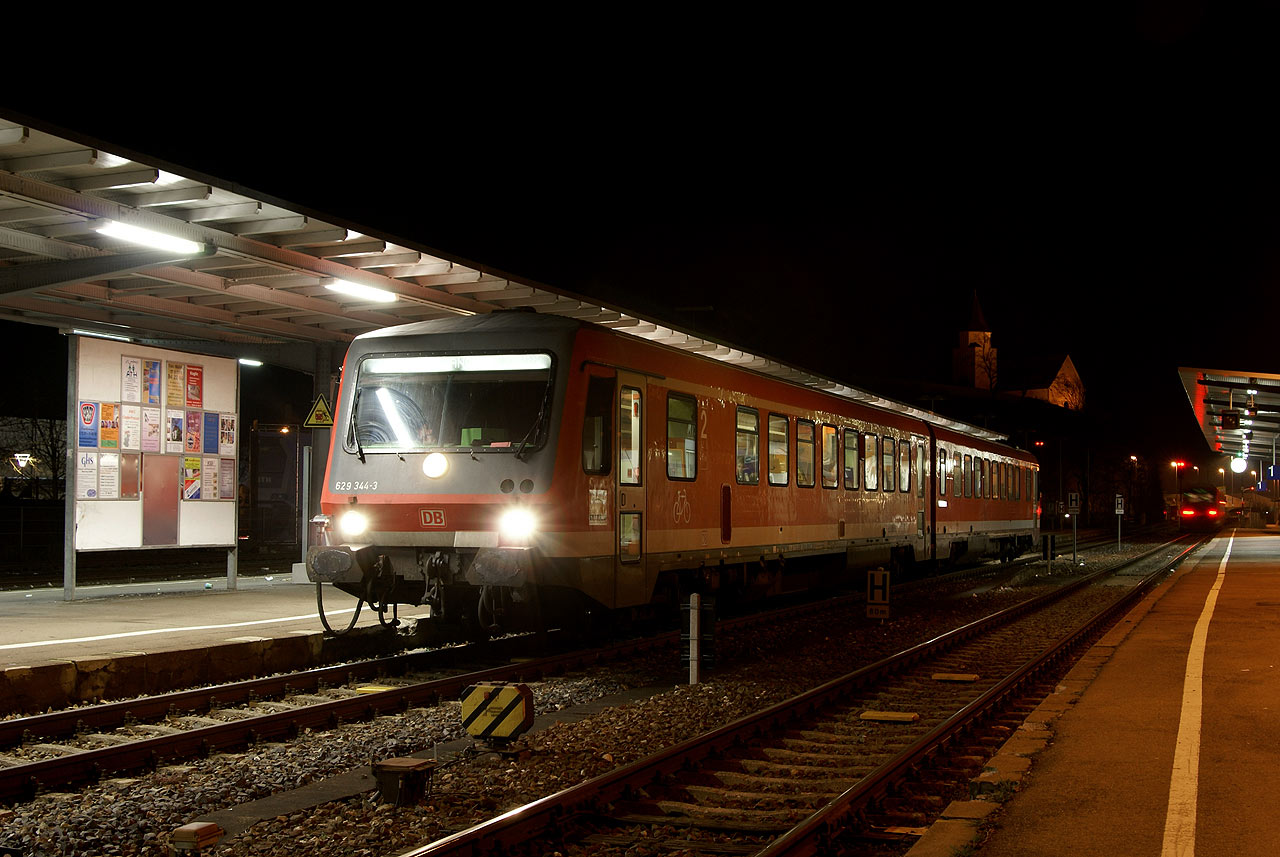
Triebwagen der Baureihe 629 in Heidenheim an der Brenz

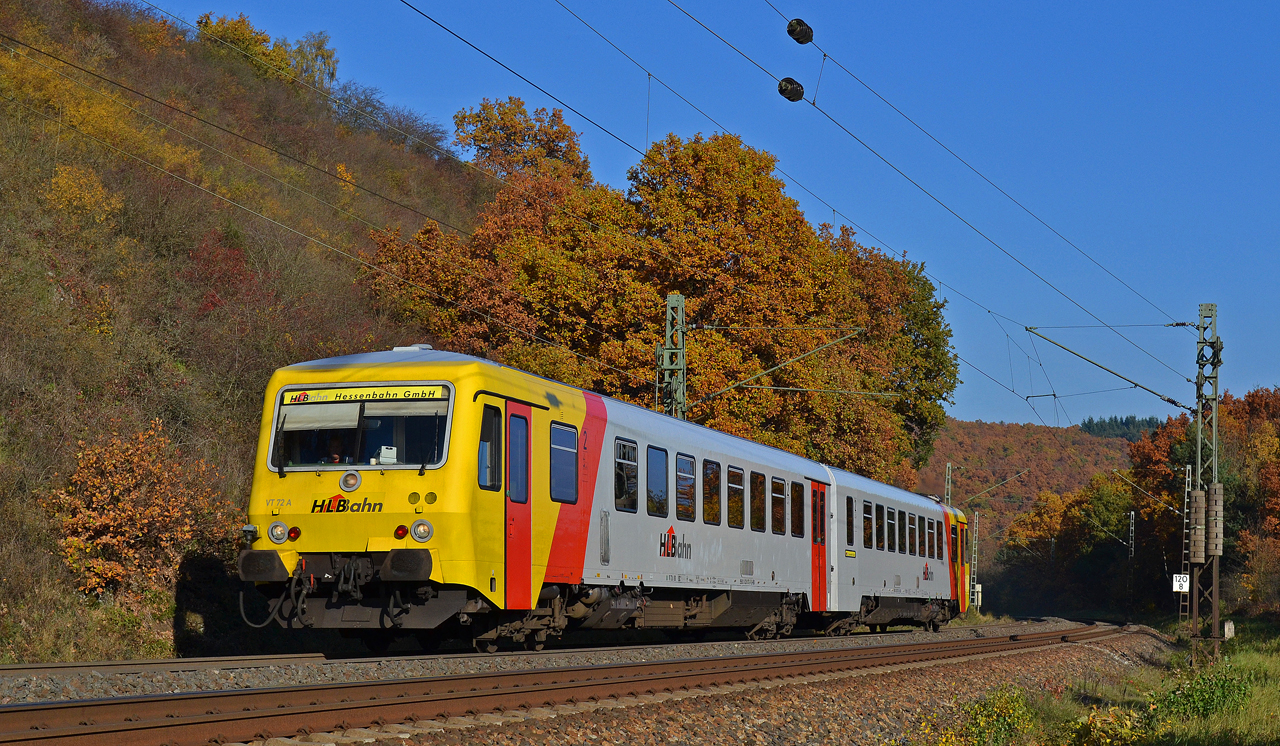
Baureihe 629 der Hessischen Landesbahn auf der Dillstrecke bei Sechshelden (November 2015).

Speziell für den Einsatz auf der steigungsreichen Bahnstrecke Alzey–Mainz durch das Alzeyer Hügelland wurden fünf Triebwageneinheiten auf Basis der Baureihe 628.4 beschafft, bei denen beide Wagenteile motorisiert waren. Diese Züge wurden als Baureihe 628.9/629 bezeichnet, unterscheiden sich technisch bis auf die doppelte Motorisierung jedoch nicht von den 628.4. Die Höchstgeschwindigkeit der Baureihe 629 lag bei Auslieferung der Fahrzeuge bei 140 km/h. Für den Einsatz im Flachland kamen die 628.9/629 zum Zeitpunkt ihrer Beschaffung wegen der höheren Unterhaltungs- und Betriebskosten nicht in Frage. Der 628.9/629 benötigt dabei nicht doppelt so viel Kraftstoff wie ein 628, da die beiden Maschinenanlagen kürzere Lastzeiten haben.
Eine weitere bei der DB Regio Südwest beheimatete Einheit entstand aus zwei verunfallten 628.4. Bei beiden Einheiten wurden die Steuerwagen abgestellt und die beiden unbeschädigten Triebwagen miteinander gekuppelt. Die Besonderheit bei dieser Einheit ist gegenüber den 629, dass sie über zwei eigenständige Sifa- und PZB-Einrichtungen und zwei WC-Räume (wobei einer zu einem Dienstraum umgebaut wurde) sowie zwei Luftpresser verfügt. Da die Raumaufteilung nicht verändert wurde, hat dieser Doppeltriebwagen keine 1. Klasse. Eine sechste Einheit entstand durch die Motorisierung eines Steuerwagens.
Zwei weitere 629 entstanden 2004 aus 628.2, die statt mit einem Steuerwagen mit einem weiteren 628.2 als Gespann verkehren. Der zweimotorige Triebzug 629 340 / 629 344 entstand aus den Triebwagen 628 341 und 628 349. Diese Varianten sind in Ulm bei der DB ZugBus Regionalverkehr Alb-Bodensee GmbH (RAB) beheimatet. Im Jahr 2010 wurden nochmals zwei Einheiten für die RAB gebildet, im Jahr 2013 eine weitere. Im Dezember 2014 kamen zum Fahrplanwechsel durch die Abgabe von Leistungen in Rheinland-Pfalz an Vlexx auch zwei 628.9/629 nach Ulm.

## Aktueller Einsatz
In Bayern sind 628.4 im Betriebswerk Mühldorf der Südostbayernbahn beheimatet. Die Ilztalbahn setzt zudem im eigenwirtschaftlichen Verkehr ein Fahrzeug der Baureihe 628.2, das ehemals bei der Westfrankenbahn war, ein.
| Linie       | Linienweg                                                | Betreiber        | Bemerkung                                                    |
| ----------- | -------------------------------------------------------- | ---------------- | ------------------------------------------------------------ |
| RB 32       | Bogen – Straubing – Neufahrn (Niederbayern)              | Südostbayernbahn | 628.4                                                        |
| RB 40       | Mühldorf (Oberbay) – München Hbf                         | Südostbayernbahn | 628.4 (Tagesrandlagen)                                       |
| RB 41       | Mühldorf (Oberbay) – Simbach (Inn)                       | Südostbayernbahn | 628.4                                                        |
| RB 42       | Mühldorf (Oberbay) – Burghausen                          | Südostbayernbahn | 628.4                                                        |
| RB 44       | Rosenheim – Mühldorf (Oberbay) – Landshut                | Südostbayernbahn | 628.4                                                        |
| RB 45       | Landshut – Mühldorf (Oberbay) – Freilassing (– Salzburg) | Südostbayernbahn | 628.4                                                        |
| RB 46       | Mühldorf (Oberbay) – Passau                              | Südostbayernbahn | 628.4 (vereinzelt als Ersatz für Fahrzeuge der Baureihe 642) |
| RB 47       | Mühldorf (Oberbay) – Traunstein                          | Südostbayernbahn | 628.4 (vereinzelt als Ersatz für Fahrzeuge der Baureihe 642) |
| RB 48       | Wasserburg (Inn) Bf – Ebersberg (– München Ost)          | Südostbayernbahn | 628.4                                                        |
| RB 49       | Traunreut – Traunstein                                   | Südostbayernbahn | 628.4 (vereinzelt als Ersatz für Fahrzeuge der Baureihe 642) |
| RB 52       | Prien a. Chiemsee – Aschau (Chiemgau)                    | Südostbayernbahn | 628.4                                                        |
| RB 59       | Traunstein – Waging                                      | Südostbayernbahn | 628.4 (vereinzelt als Ersatz für Fahrzeuge der Baureihe 642) |
| P           | Passau – Waldkirchen – Freyung                           | Ilztalbahn       | 628.2, saisonal an Sams-, Sonn- und Feiertagen               |
| Stand: 2024 |                                                          |                  |                                                              |

In Hessen existiert nur noch eine Einsatzstrecke:
| Linie | Linienweg                   | Betreiber            | Bemerkung                                       |
| ----- | --------------------------- | -------------------- | ----------------------------------------------- |
| RB 90 | Limburg (Lahn) – Westerburg | Hessische Landesbahn | 629 072 (HLB VT 72), 1 Zugpaar Montags–Freitags |

In Rheinland-Pfalz und im Saarland sind die Baureihen 628.4 und 629 beheimatet. Sie werden von der DB Regio Mitte (ehem. Regio Südwest) in Kaiserslautern und Ludwigshafen betrieben:
| Linie            | Linienweg                                      | Betreiber      | Bemerkung                                                                      |
| ---------------- | ---------------------------------------------- | -------------- | ------------------------------------------------------------------------------ |
| RB 51            | Karlsruhe – Landau – Neustadt                  | DB Regio Mitte | 628.4 (als Ersatz für Fahrzeuge der Baureihe 643, z. B. auf Zug 12407 & 12422) |
| RB 52            | Wörth (Rhein) – Lauterbourg                    | DB Regio Mitte | 628.4 (als Ersatz für Fahrzeuge der Baureihe 643)                              |
| RB 53            | Wissembourg – Winden – Landau – Neustadt       | DB Regio Mitte | 628.4 (als Ersatz für Fahrzeuge der Baureihe 643, z. B. auf Zug 81402 & 81403) |
| RB 54            | Winden – Bad Bergzabern                        | DB Regio Mitte | 628.4 (als Ersatz für Fahrzeuge der Baureihe 643, z. B. auf Zug 12450)         |
| RB 64            | Kaiserslautern - Pirmasens                     | DB Regio Mitte | 628.4 (als Ersatz für Fahrzeuge der Baureihe 642/643)                          |
| RB 66            | Kaiserslautern – Lauterecken-Grumbach          | DB Regio Mitte | 628.4 (als Ersatz für Fahrzeuge der Baureihe 643)                              |
| RB 67            | Kaiserslautern – Landstuhl – Kusel             | DB Regio Mitte | 628.4 (als Ersatz für Fahrzeuge der Baureihe 643)                              |
| RE 6             | Karlsruhe – Landau – Neustadt - Kaiserslautern | DB Regio Mitte | 628.4 (als Ersatz für Fahrzeuge der Br. 643, z. B. auf Zug 12005 & 12006)      |
| RE 36            | Karlsruhe – Landau – Neustadt - Bingen         | DB Regio Mitte | Regulär, Linie wird nur am WE bedient                                          |
| Stand: Juli 2025 |                                                |                |                                                                                |

In Schleswig-Holstein ist die Baureihe 628, bzw. 629 nur noch bei der neg in Niebüll beheimatet.
| Linie       | Linienweg               | Betreiber                                  | Bemerkung                                                |
| ----------- | ----------------------- | ------------------------------------------ | -------------------------------------------------------- |
| RB 65       | Niebüll – Dagebüll Mole | Norddeutsche Eisenbahngesellschaft Niebüll | 628.4 und 629 (Basis 628.4) – teilweise mit DB-Kurswagen |
| Stand: 2023 |                         |                                            |                                                          |

Seit Anfang April 2023 verkehrt in Sachsen-Anhalt die Cargo Logistic Rail Service auf dem Abschnitt Klostermansfeld nach Wippra mit zwei eigens erworbenen 628.2, als Reservefahrzeug ist ein historischer Esslinger Triebwagen vorgesehen.
| Linie | Linienweg                            | Betreiber                   | Bemerkung           |
| ----- | ------------------------------------ | --------------------------- | ------------------- |
| DPN   | Klostermansfeld – Vatterode – Wippra | Cargo Logistic Rail Service | 628.2 (Wipperliese) |

## Konstruktion und Ausstattung

### Wagenkasten

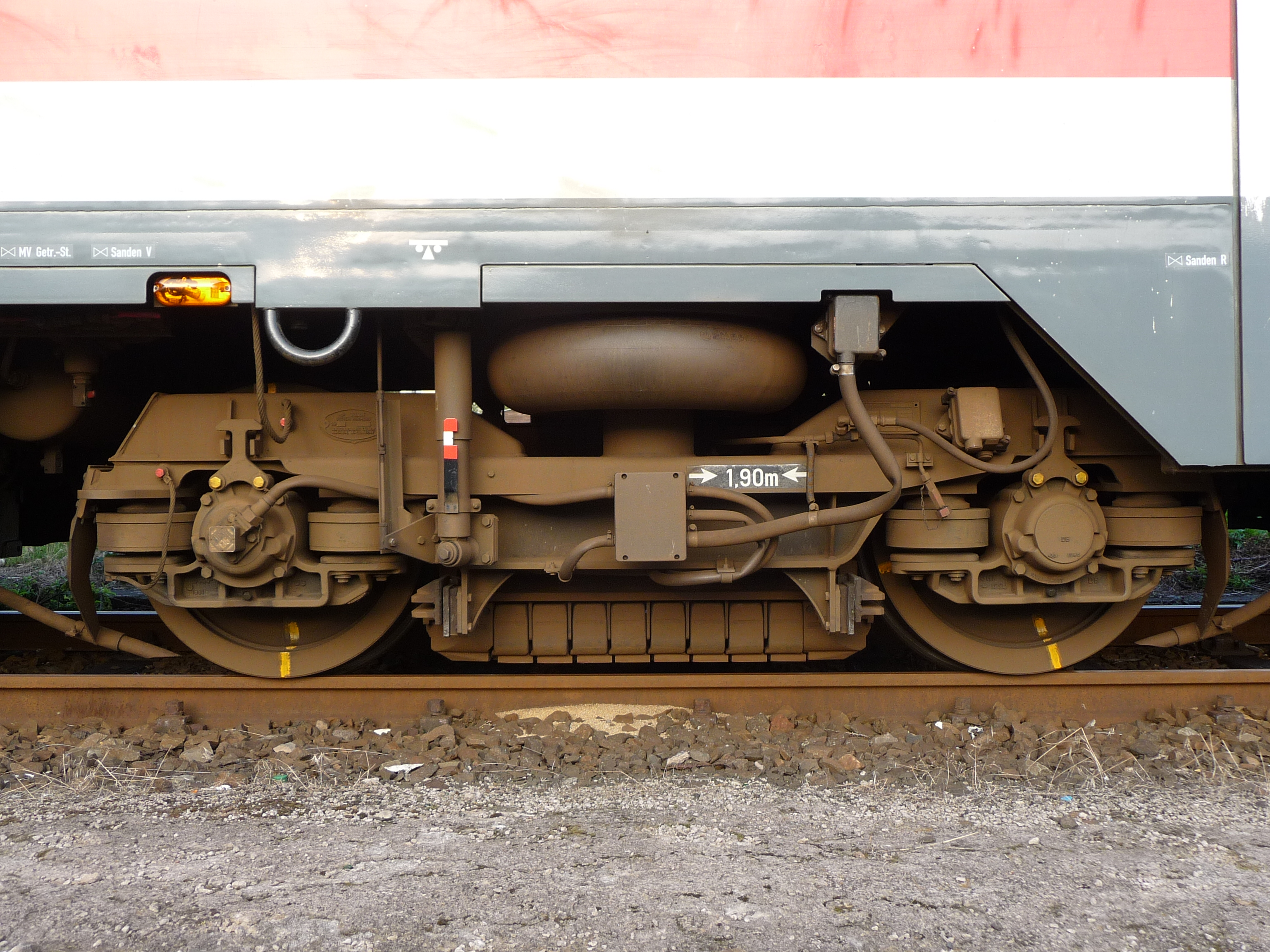
Triebdrehgestell eines 628.4

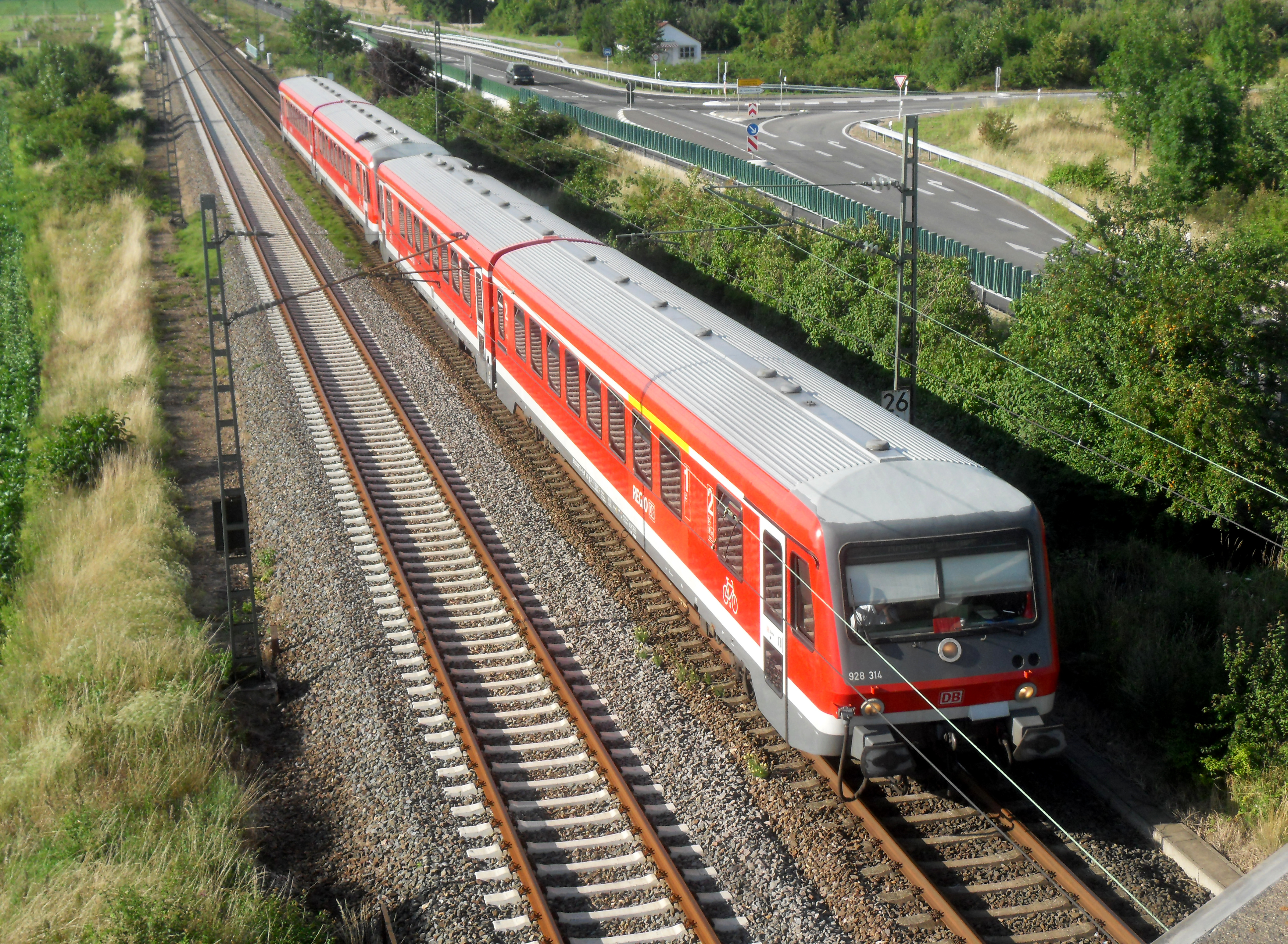
Die Dachpartie der DB-Baureihe 628

Jeder der beiden Wagenteile ruht auf zwei zweiachsigen Drehgestellen. Diese haben einen torsionselastischen Rahmen. Die Primärfederung zwischen Radsatzlager und Drehgestellrahmen erfolgt über Gummifedern, die Sekundärfederung zwischen Drehgestell und Wagenkasten mittels Luftfederbalg und Luftfederungsventil zur Niveauregulierung. Bei defekter Luftfeder ruht der Wagenkasten auf einer integrierten, elastischen Notabstützung und kann so noch mit maximal 70 km/h bewegt werden. Die Übertragung der Kräfte erfolgt über Zug-Druck-Stangen, die seitliche Führung über Gummipuffer mit parallelen Querdämpfern.
Der Wagenkasten entstand aus leichten Walzprofilen und Leichtstahl-Blechprofilen (St 37 und St 52). Ab dem 628.2 sind zur Korrosionsvorsorge Einstiegskästen und Seitenwand in rostfreiem Chromtitanstahl (1.4512), das Dach in rostfreiem Chromnickelstahl (1.4301) ausgeführt. Besonderes Augenmerk galt der Wärme- und Schalldämmung, dazu wurden Zweikomponenten- und Bitumen-Entdröhnung sowie Wellfolienpakete und im Fußbodenbereich eine Holz-Kunststoff-Holz-Schichtung verwendet. Die Fenster bestehen aus auresinbedampften Isolierglas. Der Wagenübergang am Kurzkuppelende besitzt beim 628.0 und 628.1 einen Gummiwulst, ab dem 628.2 einen Wellenbalg.
628.0 und 628.1 wurden später auf einen Wellenbalg umgerüstet.
Der 628.0 war an den Stirnseiten zunächst mit automatischer Scharfenbergkupplung ausgeliefert worden, diese Fahrzeuge wurden 1984/85 auf die bei den Folgeserien verwendeten Schraubenkupplungen und Stoßpuffer umgerüstet. Am Kurzkuppelende sind die Fahrzeuge beim 628.0 und 628.1 mittels Scharfenbergkupplung verbunden, ab dem 628.2 tritt an ihre Stelle eine einfache, feste Verschraubung, die nur in der Werkstatt gelöst werden kann.

### Antrieb
Um die Kosten gegenüber vergleichbaren Fahrzeugen zu senken, kamen in den Fahrzeugen verschiedene Dieselmotoren zum Einbau, die auch im LKW- und Omnibus-Bau sowie für Schiffsantriebe und Stromaggregate verwendet wurden.
Beim 628.0 wurden zunächst beide Wagen motorisiert. 628 001–005 / 011–015 erhielten wassergekühlte, noch von Büssing entwickelte MAN D 3256 BTXUE. 628 006–010 / 016–020 bekamen luftgekühlte KHD F 12 L 413 F. Ab 628 021 hielten die Mercedes-Benz-Industriemotoren Einzug, deren 400er Baureihe 1980 serienreif wurde. Für die 628 021–024 wurde der OM 404 mit 12 Zylindern in V-Anordnung verwendet. Später erhielten 628 021–024 versuchsweise einen leistungsstärkeren Motor und wurden mit den zu motorlosen Steuerwagen umgebauten 628 006, 007, 016 und 017 gekuppelt. Dies diente der weiteren Kostensenkung und auch bereits der Erprobung für den 628.1, der ab Werk nur noch einen Motor erhielt, hier der aufgeladene OM 424 A mit 357 kW. Für den 628.2 verwendet man den hieraus weiterentwickelten OM 444 A (MTU 12V 183 TD 11) mit 410 kW. Dessen Variante mit Ladeluftkühlung, der OM 444 LA (MTU 12V 183 TD12) mit 485 kW, wurde schließlich für den 628.4 und dessen zweimotorige Variante 628.9/629 verwendet. Auch danach ging die Entwicklung dieses Motors weiter; so gelangte die auf bis zu 540 kW leistungsgesteigerte Variante MTU 12V 183 TD13 in die Baureihen 611 und 644 zum Einbau.
Die Motorleistung gelangt zu einem hydraulischen Getriebe, welches über zwei Wandler, beim 628.4 und 628.9/629 über einen Wandler und eine Kupplung verfügt. Dieselmotor und Getriebe sind elastisch unter dem Rahmen aufgehängt. Über Gelenkwellen und Radsatzgetriebe wird jeweils das am Kurzkuppelende gelegene Drehgestell der Triebwagen angetrieben. Im hydraulischen Getriebe integriert ist ein im Stillstand pneumatisch schaltbares Wendegetriebe zum Fahrtrichtungswechsel. Eine Verdreheinrichtung ermöglicht die selbsttätige Aufhebung einer Schaltblockade. Bei einigen Fahrzeugen der Serie 628.0 verfügte das Getriebe zusätzlich auch über eine hydrodynamische Bremse. Der Kühlerlüfter für die Wasserkühlung ist hydrostatisch angetrieben und befindet sich seitlich unter dem Fahrzeugrahmen.
Die Antriebsanlage wird u. a. hinsichtlich Drehzahl, Kühlwasser- und Getriebeöltemperatur, Getriebeöldruck und Kühlwasserstand überwacht. Je nach Störzustand verhängt die Steuerung verschiedene Einschränkungen, wie z. B. Startsperre, Drehzahlbegrenzung, Leerlauf, Motor abstellen. Die Steuerung und Regelung des Antriebs erfolgt beim 628.0 und 628.1 noch mit Relaistechnik und fest verdrahteter Elektronik. Ab dem 628.2 kommt eine Speicherprogrammierbare Steuerung zum Einsatz, konkret handelt es sich um das System „MICAS“; die logischen Verknüpfungen der Motorsteuerung, -überwachung und -regelung sind somit in einer bei Bedarf veränderbaren Software festgeschrieben. Zugleich können auf diesem Weg Fehler- und Betriebsdaten zur Diagnose gespeichert werden.
Wegen des recht geringen Reibungsgewichtes wurde der einfache elektronische Schleuderschutz der 628.0 und 628.1 bei den Folgeserien weiterentwickelt. Die Erfassung der Drehzahldifferenz zwischen Lauf- und Triebdrehgestell ermöglicht ein Fahren an der Reibungsgrenze. Ab dem 628.4 wird zudem bei plötzlichem Schleudern das Getriebe entleert, um eine schnelle Unterbrechung der Traktionsleistung zu erreichen. Völlig befriedigen kann der Schleuderschutz jedoch bei keiner 628-Serie, da bei sich plötzlich verändernde Reibwerten (z. B. Bahnübergänge mit Schneematsch oder Eis) die Regelvorgänge zu langsam verlaufen.
Der Antrieb des 628 zeichnet sich insgesamt durch einen recht geringen Kraftstoffverbrauch aus, was sicherlich auch am geringen Gewicht des Fahrzeugs und der fehlenden Klimaanlage liegt. Im Leerlauf liegt der Verbrauch eines 628.4 bei circa fünf Litern Dieselkraftstoff pro Stunde. Bei einem durchschnittlichen Betriebsprogramm werden pro Kilometer etwa 0,8 Liter verbraucht. Der konkrete Wert unterscheidet sich aber stark je nach Betriebsprogramm.

### Elektrik und Steuerung
Im Gegensatz zu den Vorgängertriebwagen der Baureihen 614/624 kommt der 628 mit nur noch einem 110-Volt-Batteriestromkreis aus. Der Bleiakkumulator hat eine Kapazität von 165 Ah und wird von einem 14 kW leistenden Startergenerator geladen, welche auch als Anlasser für den Dieselmotor dient. Wichtige Verbraucher im 110-V-Stromkreis sind die Beleuchtung, die Magnetschienenbremse, Teile der Steuerung und der Luftpresser für die Druckluftversorgung. Für elektronische Geräte gibt es ab dem 628.2 ein 15-V-Netzgerät. Die Heizung, Lüfter, Umwälzpumpen und Mischer dagegen sind aus Beschaffungskostengründen ab dem 628.2 allesamt für 230 Volt Wechselspannung ausgelegt und werden daher von einem Wechselrichter versorgt.
Die Einstiegstüren können selektiv für je eine oder auch beide Seiten freigegeben und zentral geschlossen werden. Nicht geschlossene Türen werden auf dem Führerstand als Summenmeldung angezeigt. Zumindest ab dem 628.2 ist ein Einklemmschutz vorhanden, welcher die Schließzylinder entlüftet, wenn die Tür am Schließen gehindert wird. Die Steuerung und Überwachung der Türen erfolgt ab dem 628.2 wie die des Antriebs rechnergestützt über die speicherprogrammierbare Fahrzeugsteuerung „MICAS“. Alle übrigen Funktionen sind dagegen direkt verdrahtet und stehen somit auch bei einem Ausfall des Rechners zur Verfügung. Mittels einer Notsteuerfunktion kann zudem auch bei einem Totalausfall des Rechners die Strecke noch aus eigener Kraft geräumt werden. Störungen und Betriebszustände können direkt am Steuerrechner über eine vierstellige Anzeige abgelesen werden. Für fast alle Fehlerzustände gibt es Eingriffs- und Überbrückungsmöglichkeiten, so dass es schon ein großer Defekt sein muss, damit ein 628 ausfällt.
Die Vielfachsteuerung ermöglicht es, dass von einem Führerstand mehrere gekuppelte Triebzüge gefahren werden können. Als Obergrenze für Fahrzeuge im Fahrgastbetrieb sind dabei drei Triebzüge festgeschrieben, ohne Fahrgastbetrieb dürfen bis zu vier aktive Fahrzeuge gesteuert werden. Zeitweise gab es unter besonderen Anforderungen zudem regionale Zulassungen für Vierfachtraktionen im Fahrgastbetrieb. Betriebs- und Fehlerzustände der geführten Fahrzeuge werden als Summenmeldung auf dem führenden Führerstand angezeigt, alle relevanten Funktionen können ferngesteuert werden.

### Bremseinrichtung
Die Fahrzeuge verfügen über eine indirekte, selbsttätig wirkende, durchgehende Druckluftbremse mit Scheibenbremsen und automatischer Lastabbremsung zur Anpassung der Bremsleistung an die Besetzung. Beim 628.0 sind mechanische Gleitschutzregler vorhanden, ab dem 628.1 ein elektronischer Gleitschutz. Bei Schnellbremsungen kommt zusätzlich eine Magnetschienenbremse zum Einsatz, sie lässt sich auch separat einschalten. Zur Sicherung des Triebzuges ist bei den älteren Fahrzeugen eine Spindelhandbremse vorhanden, bei den neueren Fahrzeugen eine pneumatisch betätigte Federspeicherbremse. In den Fahrgast- und Mehrzweckräumen befinden sich Notbremsgriffe, bei deren Betätigung eine Schnellbremsung ausgelöst wird. Ein Teil der Fahrzeuge wurde mit einer Notbremsüberbrückung nachgerüstet, um auch auf Tunnelstrecken eingesetzt werden zu können, für die diese Einrichtung gefordert ist. Um den Reibwert zu verbessern, kann in Fahrtrichtung Triebwagen voraus die dritte Achse, in Fahrtrichtung Steuerwagen voraus die erste und fünfte Achse besandet werden.

### Heizung und Lüftung
Zur Heizung des Fahrgastraums und Vorheizung des Kühlwassers verfügen 628.0, 628.1 und 628.9/629 über je ein Ölheizgerät pro Triebwagen. 628.2 und 628.4 haben nur noch ein Heizgerät und einen gemeinsamen Warmwasserkreislauf, der am Kurzkuppelende über Schlauchkupplungen verbunden ist. Die Abwärme des Motors wird für den Fahrgastraum genutzt, so dass der Ölbrenner nur zum Vorheizen sowie an sehr kalten Tagen benötigt wird. Die Wärme gelangt über seitliche Konvektionsheizkörper sowie ab dem 628.2 durch Beheizen der zugeführten Frischluft in den Fahrgastraum.
Die Belüftung des Fahrgastraums erfolgt beim 628.0 und 628.1 mittels Dachlüftern und über die Seitenfenster, ab dem 628.2 über eine elektrisch angetriebene Druckbelüftung mit einer Luftwechselrate von 1600 m³/h je Wagen. Zur Notbelüftung sind weiterhin ein Teil der Seitenfenster im oberen Viertel klappbar ausgeführt. Im Gegensatz zu den meisten Nachfolgefahrzeugen kann die Belüftungsanlage des 628 auch bei stehendem Motor betrieben werden. Wegen der Batteriebelastung wird dies jedoch in der Regel vermieden.
Die gesamte Steuerung und Regelung der Heizung und Lüftung incl. des Vorheizbetriebes erfolgt ab dem 628.2 wiederum rechnergestützt über eine speicherprogrammierbare Steuerung. Die Heizleistung passt sich über insgesamt zwölf Mischerventile individuell an die Temperaturverhältnisse in den einzelnen Fahrgast- und Mehrzweckräumen an.

### Führerstand

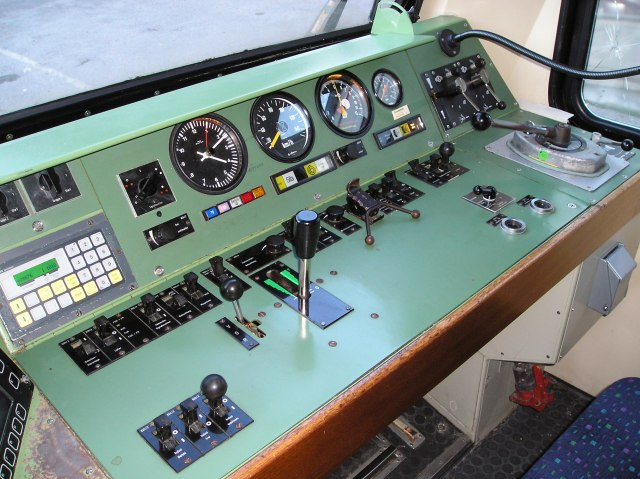
Führerstand eines 628.4

Die Führerräume waren beim 628.1 für den Einmannbetrieb zunächst offen ausgeführt, die Führertische wurden mit einer Teleskophaube abgedeckt; später wurde eine Führerstandstür nachgerüstet, die Haube konnte entfallen. Bei allen Fahrzeugen fällt der Führerraum recht eng aus. Er verfügt ab dem 628.1 über verglaste Rückwände, so dass mit dem 628 erstmals in größerem Umfang nach dem Schienenbus dem Kunden der Blick auf die Strecke ermöglicht wurde. Weiterhin ist ein Dachlüfter sowie ein Lüfter mit Wärmetauscher vorhanden.
Die Führertische mit ihrer Aufteilung gemäß arbeitsmedizinischer Forderungen in eine waagerechte Bedien- und schräge Anzeigeebene ähneln den DB-Einheitsführerständen und sind ab dem 628.2 in Grün gehalten. Bei einigen Fahrzeugen wurden die Führertische inzwischen in Blau umlackiert. Neben den üblichen Anzeige- und Bedienelementen enthält er das Zugfunk-Gerät sowie seit einigen Jahren das EBuLa-Display, für dessen Einbau der Führertisch umgestaltet werden musste. Das Zugfunk-Display wanderte dazu in einen nachträglich angefertigten Aufsatz. Bei den Fahrzeugen der EVB und FKE lässt sich noch heute die ursprüngliche Anordnung begutachten.
Eine Neuheit waren auch die selbsttätig ausklappenden Seitenspiegel zur Abfertigung vom Führerraum aus, diese werden bei niedrigen Außentemperaturen beheizt.

### Zusatz- und Sicherheitseinrichtungen

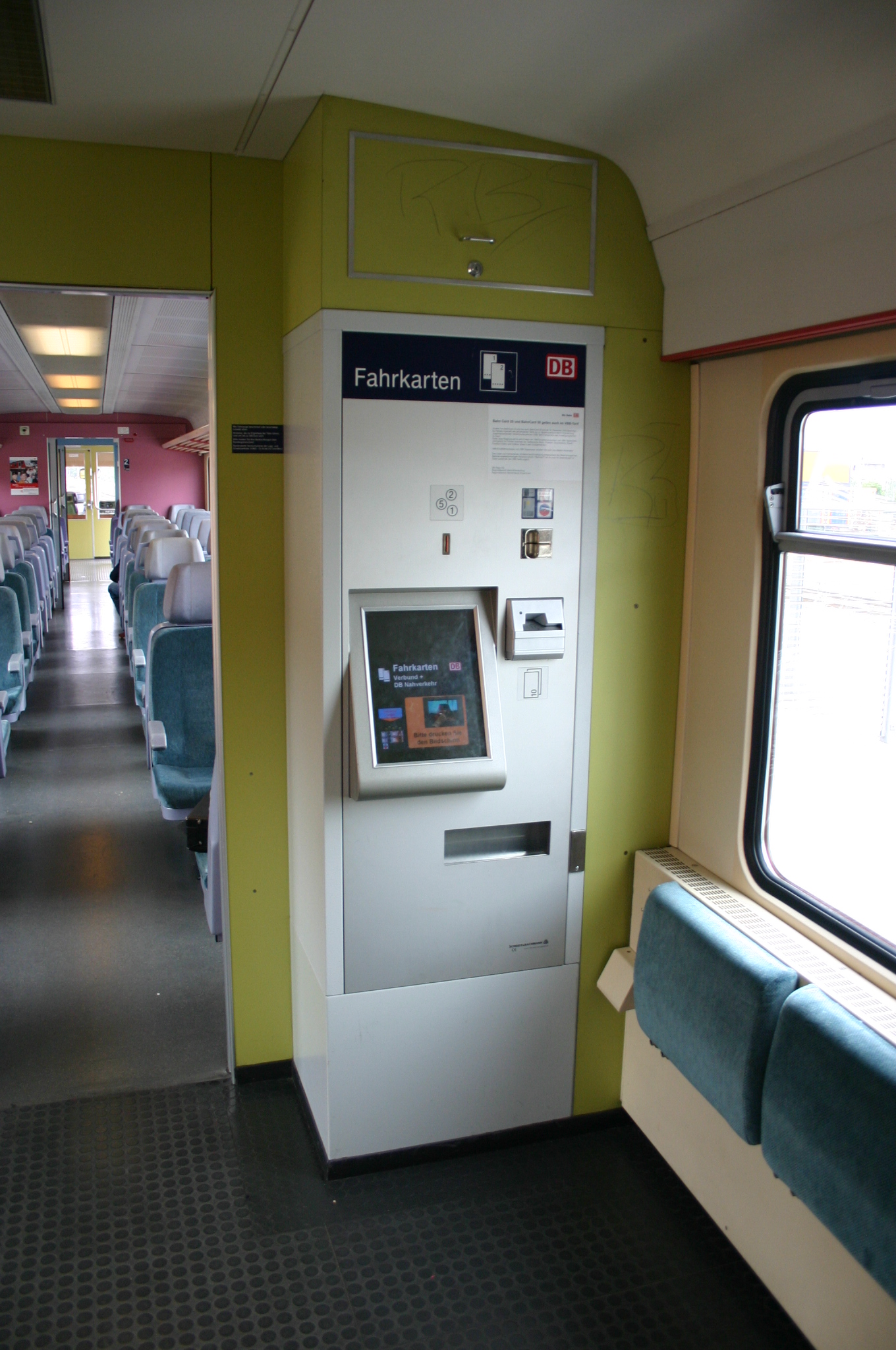
Nachgerüsteter Fahrkartenautomat in einem 628.4

Zur akustischen Information der Fahrgäste ist bei allen Serien je Führerstand ein Schwanenhalsmikrofon vorhanden. Der visuellen Information dienen seitliche Rollbandanzeiger bei 628.0 und 628.1 sowie elektronische Außenanzeiger ab dem 628.2, welche für den gesamten Zugverband von einem Führerstand aus eingestellt werden können, dabei sind auch differenzierte Ziele für Flügelzüge möglich. Bei einem Teil der 628.4 wurden bereits neue Fahrgastinformationssysteme mit GPS-gesteuerter Ansage vom Sprachspeicher und Anzeige des nächsten Haltes sowie ggf. auch des gesamten Zuglaufes auf Displays im Fahrgastraum installiert. In manchen Regionen wurden am Kurzkuppelende des 928.4 auch Fahrkartenautomaten eingebaut, wie es ab dem 628.2 konstruktiv bereits vorbereitet war. Auch Entwerter können bei Bedarf mit relativ geringem Aufwand nachgerüstet werden.
Einige ehemals in Schleswig-Holstein eingesetzte 628.2 verfügen über eine ausklappbare Rollstuhlrampe zur Spaltüberbrückung.
An Sicherheitseinrichtungen sind die in Deutschland vorgeschriebene Sicherheitsfahrschaltung sowie PZB 90 auf Basis der I60R beim 628.4 bzw. I60 mit Registriergerät ER24 beim 628.2 und Zugfunk vorhanden. Ab dem 628.1 wurde eine Spurkranzschmierung eingebaut, welche spätestens ab dem 628.2 fliehkraftgesteuert seitenselektiv arbeitet.
Der 628.0 verfügt über je ein offenes WC in beiden Triebwagen, ab dem 628.1 ist nur noch eins vorhanden. Ab dem 628.2 wurde das offene WC später in ein Vakuum-WC umgebaut. Der Fäkalientank findet in einem Schrank neben dem WC Platz, wofür im Fahrgastraum zwei Sitze entfallen mussten.

### Fahrgastraum

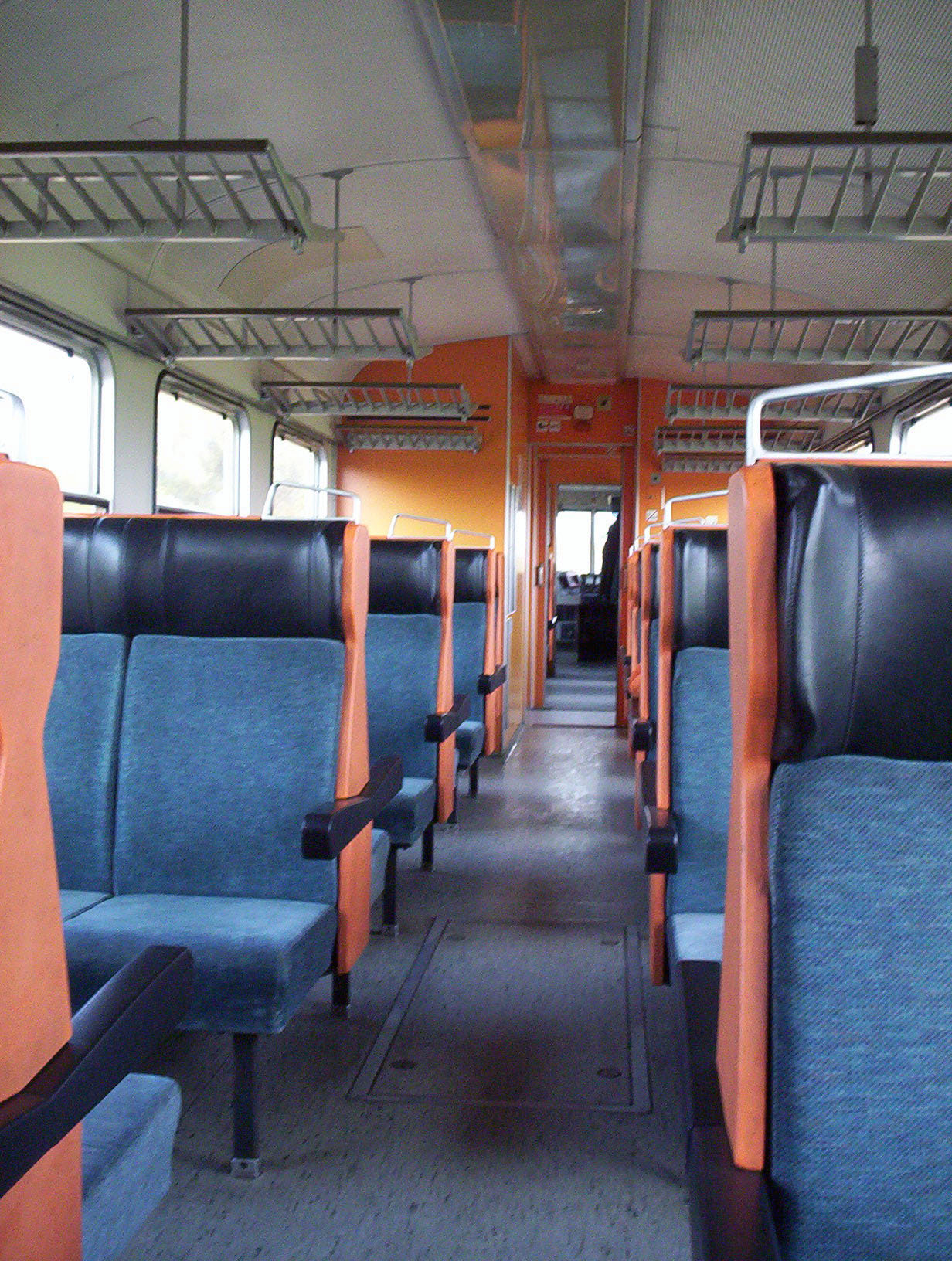
Originale Inneneinrichtung des 628 018

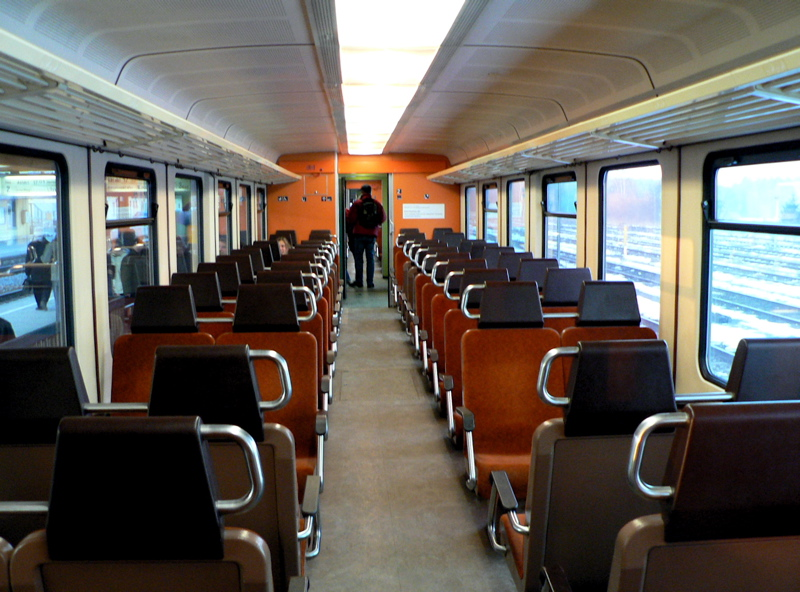
Originale Inneneinrichtung beim 628.2

Die Sitze sind beim 628.0 ausschließlich vis-à-vis, ab dem 628.1 dagegen überwiegend in Reihe angeordnet. Sie sind als Einzelsitze ausgeführt und ab dem 628.2 vandalismusresistent. Beim 628.0 hängen die Gepäckablagen noch dem 614 entsprechend quer über den Sitzen, längs über den Fenstern befinden sie sich dagegen bei den Folgeserien und bestehen aus lackierten Blechprofilen.
Bei den Serien 628.0 und 628.1 dominierten die für die 1970er Jahre typischen Orange- und Brauntöne in Verbindung mit hellblauen Sitzbezügen. Beim 628.2 wurden Systemsitze verwendet, die zuvor bereits bei den im Jahr 1984 modernisierten n-Wagen für die City-Bahn (CB) von Köln nach Gummersbach zum Einsatz kamen. Sie waren in der ersten Klasse hellblau und in der zweiten Klasse orange bezogen. Die Serien 628.4 und 628.9/629 erhielten wiederum neue, besser ausgeformte Sitze mit separaten Kopfstützen, wie sie auch bei den Baureihen 610, 611, 614 sowie den Doppelstockwagen der 1990er Jahre eingebaut wurden. Hier wurde für beide Klassen derselbe Sitztyp verwendet, in der ersten Klasse pastellviolett, in der zweiten Klasse pastelltürkis bezogen.
Die Beleuchtung erfolgt aus mittig angeordneten Deckenleuchten mit Rasterabdeckung, bis zum 628.2 zusätzlich mit Kunststoffabdeckung. Spätestens ab dem 628.2 ist die Beleuchtung der ersten Klasse in den Gepäckablagen integriert. Beim 628.0 befindet sich in einer der beiden Hälften zwischen Führerstand und vorderem Einstieg ein Gepäckabteil mit seitlichen Ladetüren, bei den späteren Serien kam stattdessen je ein Mehrzweckraum an beiden Triebzugenden zum Einbau.

Inneneinrichtungen des 628
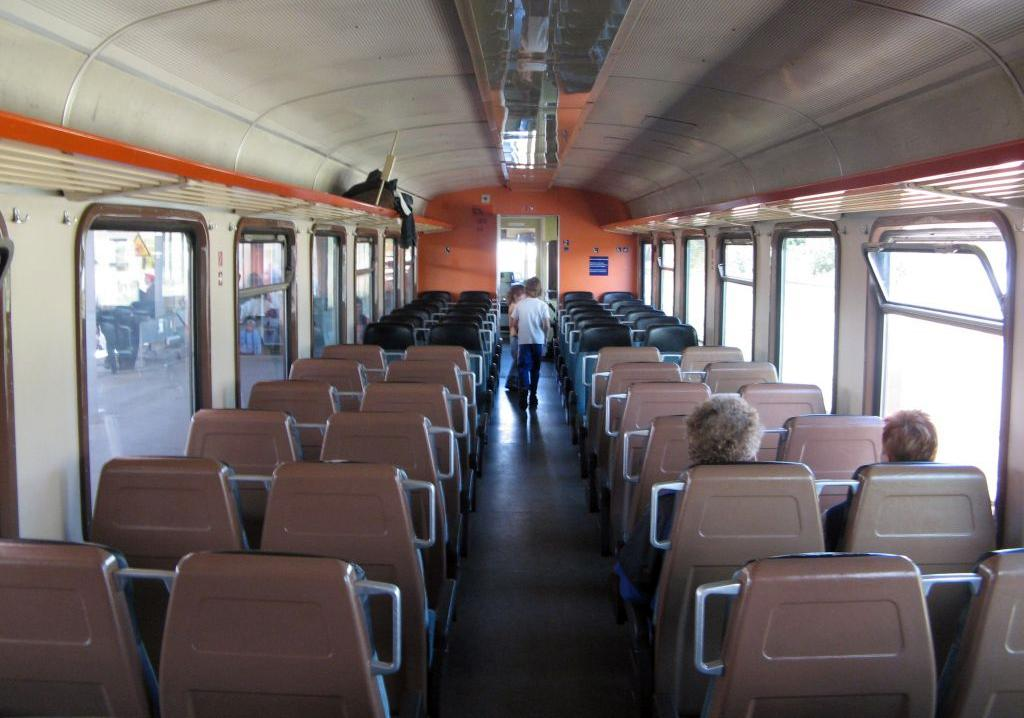
Originale Inneneinrichtung im Steuerwagen 928 102-3
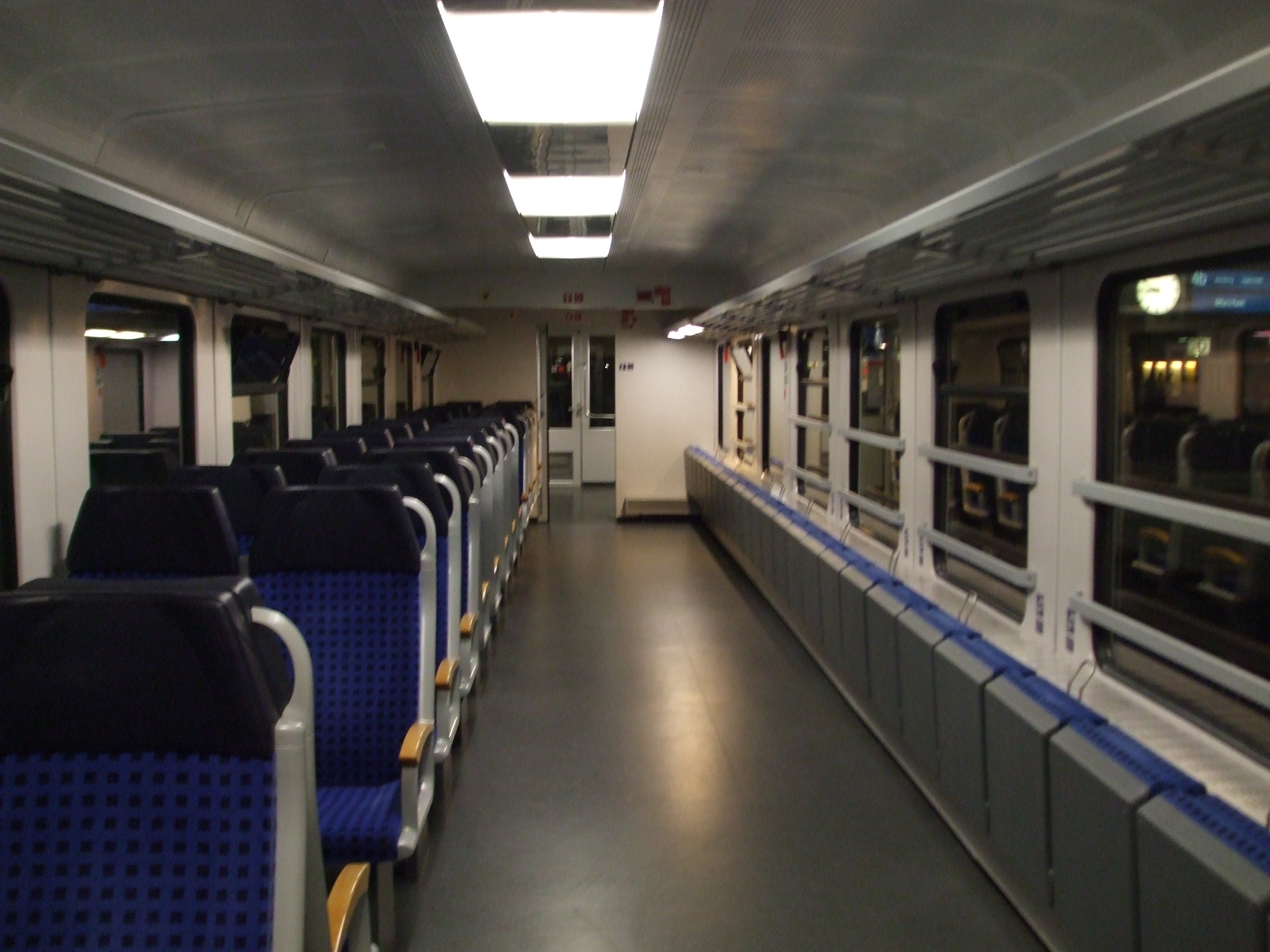
Modernisierte Inneneinrichtung des 928 224 der WFB als Fahrradwagen-Variante
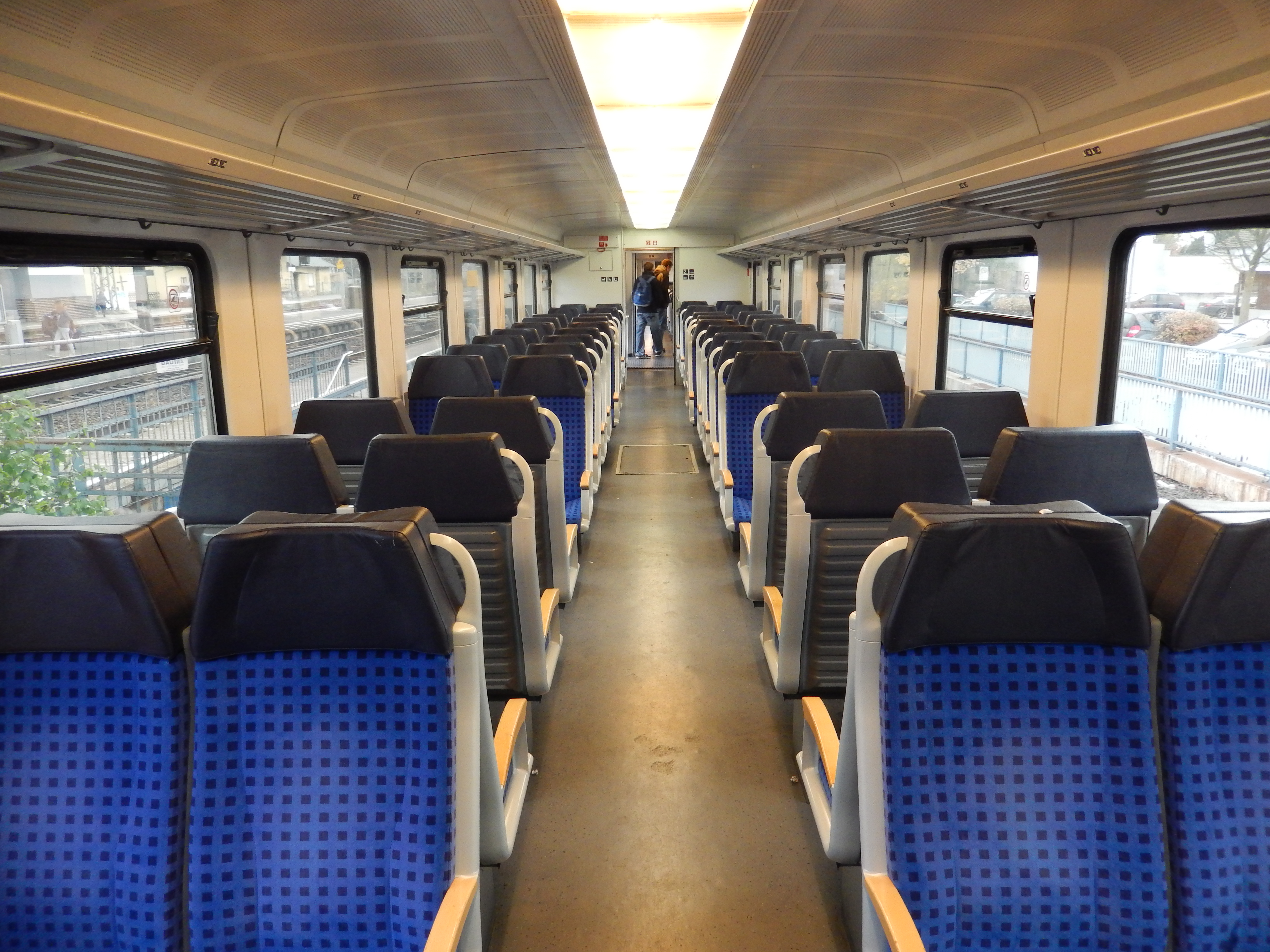
Stark modernisierte Inneneinrichtung der DB-Baureihe 628.2 mit lederbezogenen Kopfstützen
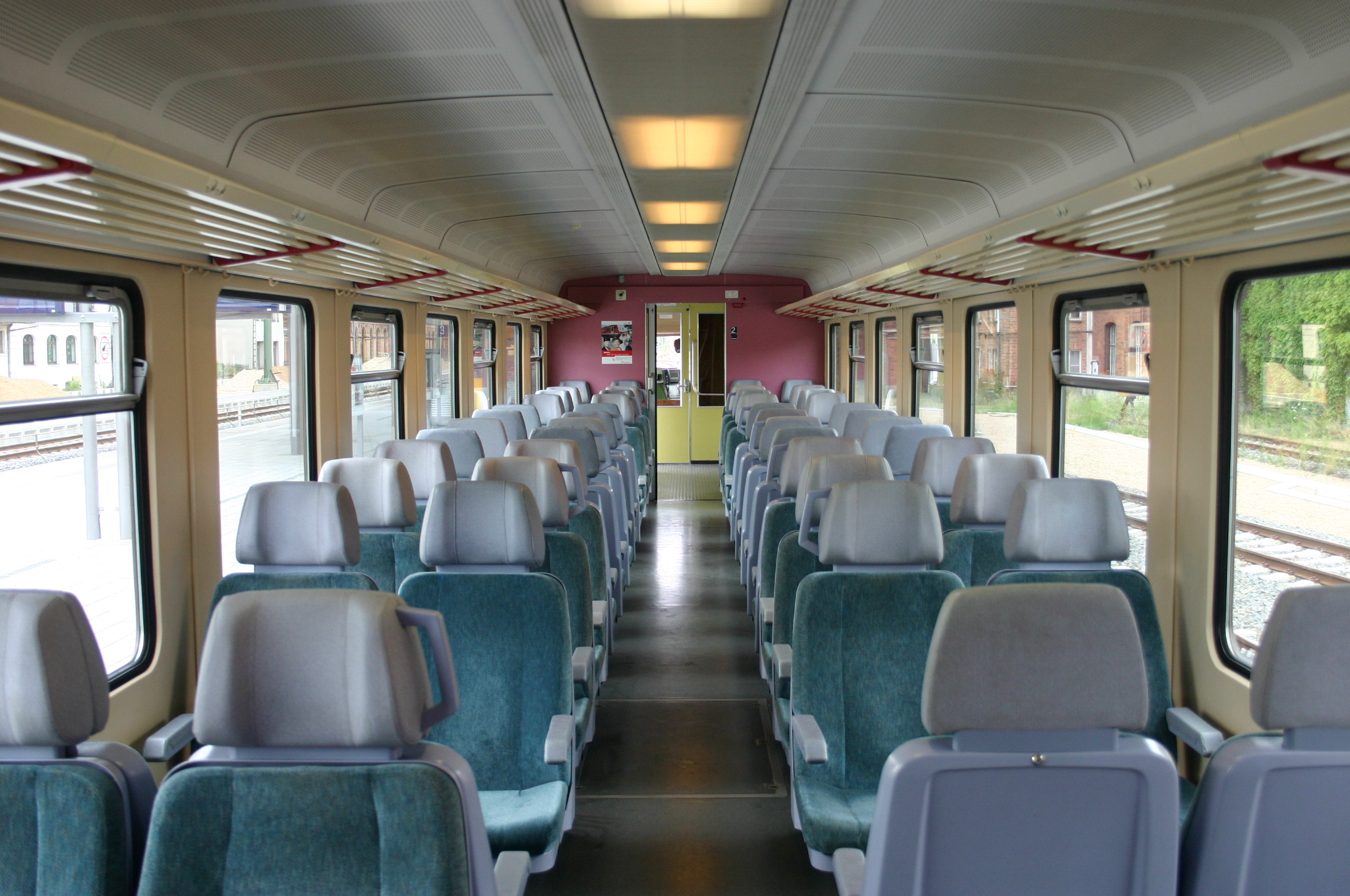
Originale Inneneinrichtung beim 628.4
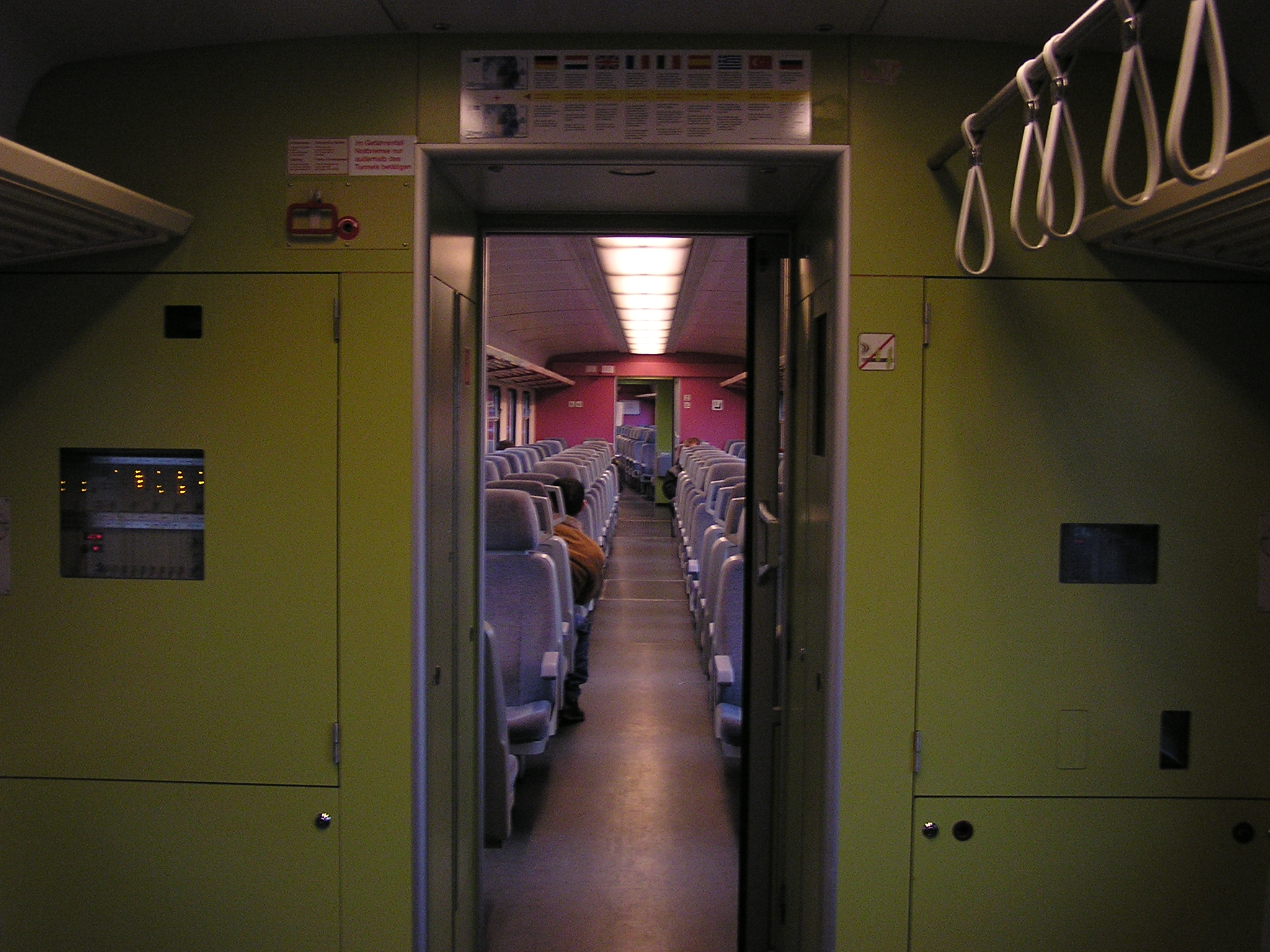
Gegenüber der DB unverändert: originale Inneneinrichtung eines 628.4 der FKE
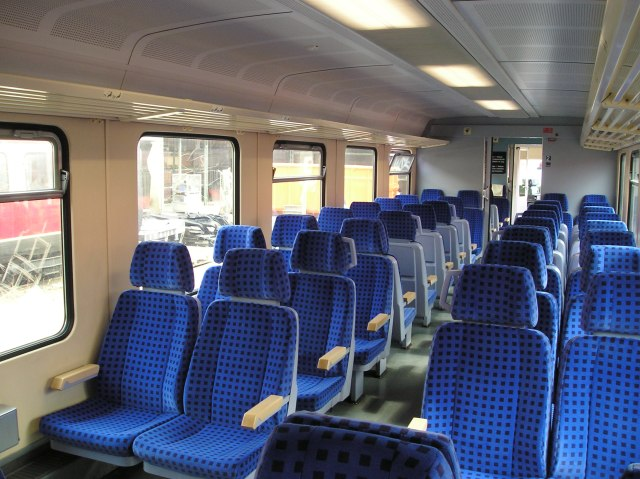
Modernisierte Inneneinrichtung eines Düsseldorfer 628.4
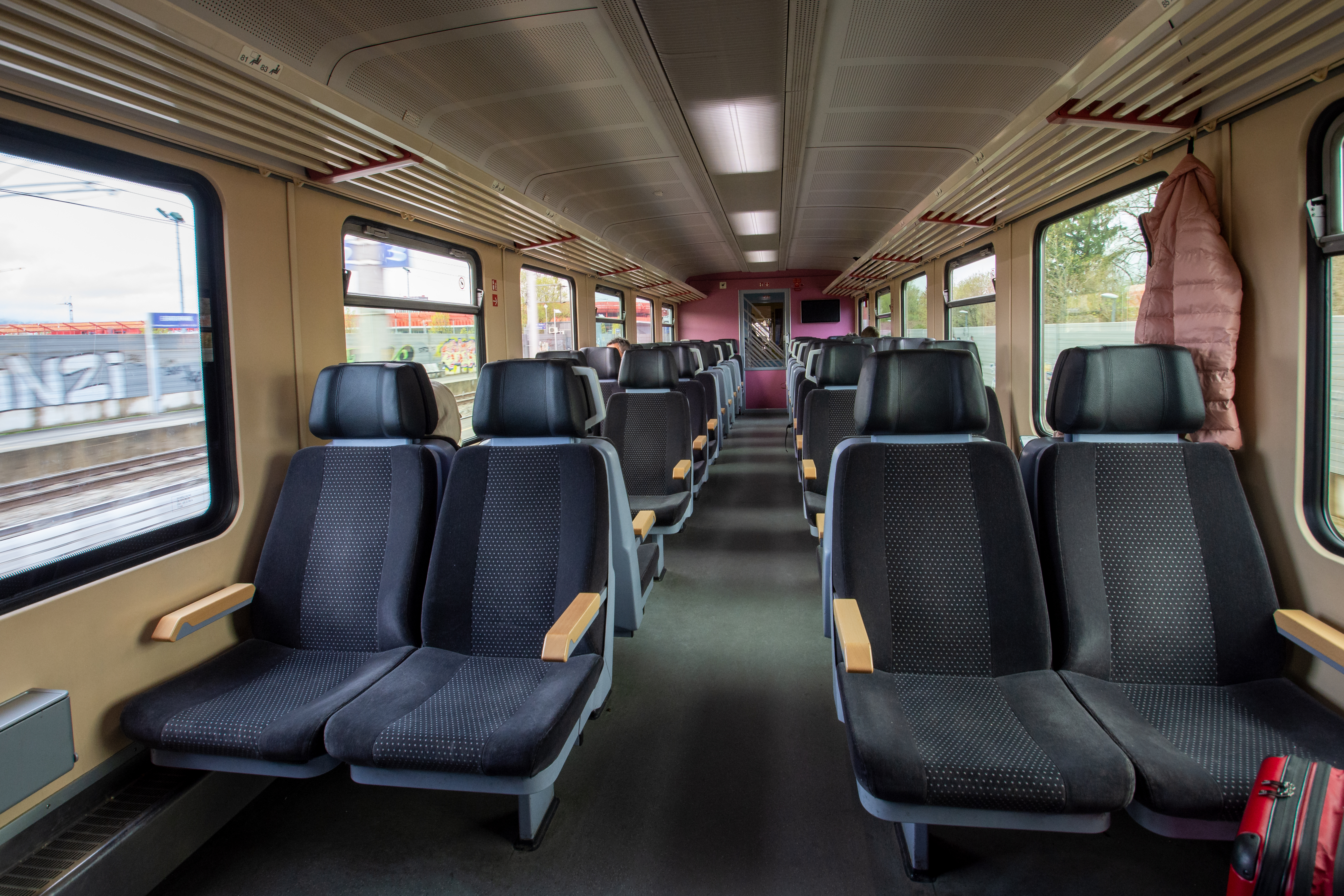
628.4 der Südostbayernbahn mit schwarzen Sitzen

## Einsatz im Ausland

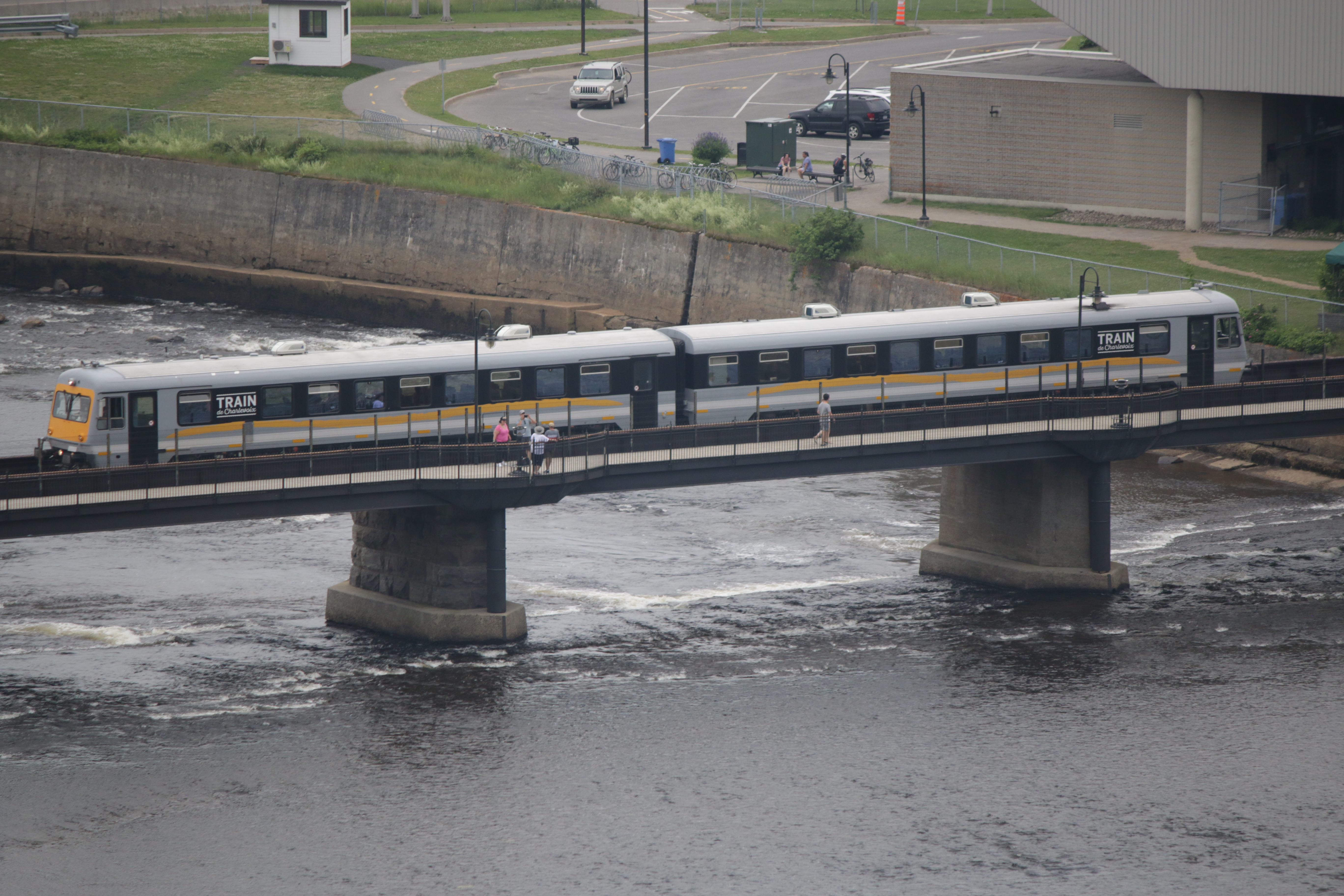
628.1/928.1 des Train de Charlevoix am Montmorency-Fall

### Kanada
In Kanada verkehrten seit dem Sommer 2013 zwei der ehemals im Jahre 1981 gelieferten einmotorigen Prototypen 628.1/928.1 (als Unit 1023/1026 und Unit 1031/1034) im touristischen Verkehr des Train de Charlevoix zwischen Quebec und La Malbaie. 2019 kam als Unit 2195/2198 das 628 219 und 2024 der im Ausgangszustand befindliche 628 572 hinzu. Ab dem 27. Oktober 2024 wurde der Betrieb eingestellt.

### Österreich
Ab dem 10. Dezember 2017 kamen von der Südostbayernbahn geliehene Fahrzeuge auf der Regionalexpress-Linie Freilassing–Braunau am Inn der Österreichischen Bundesbahnen zum Einsatz. Diese ersetzten dabei die Triebwagen der Reihe 5047, die nach Verlängerung bis ins deutsche Freilassing wegen fehlender PZB 90 nicht mehr verwendet werden konnten.
Zum Fahrplanwechsel am 15. Dezember 2019 wurden sie durch die Baureihe 642 ersetzt.

### Polen

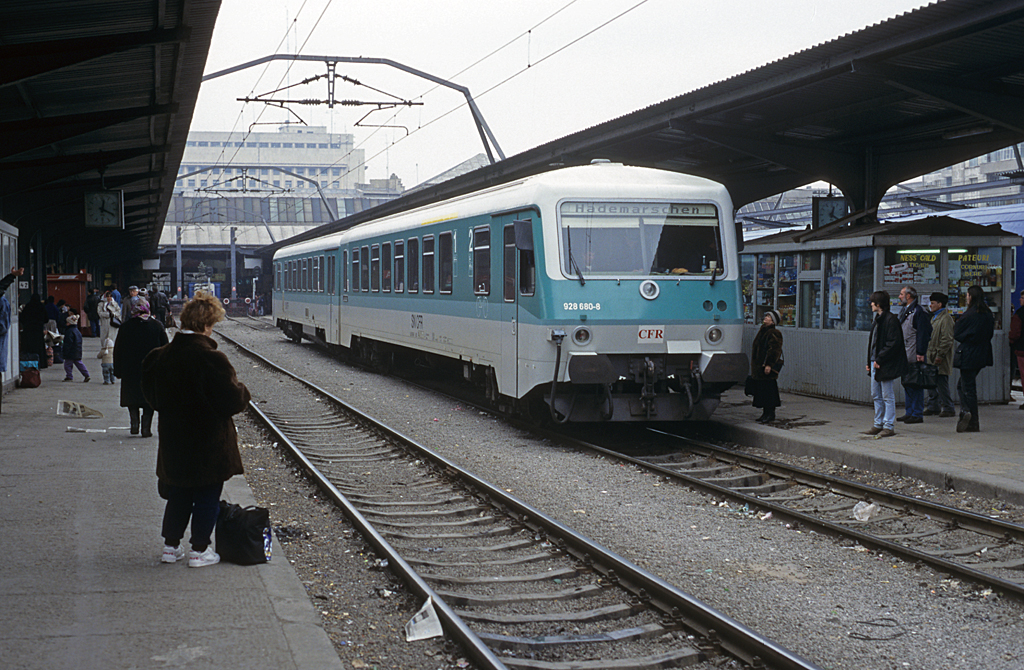
CFR 628 680

Die Arriva RP setzt 6 Fahrzeuge der Baureihe 628.4 im Raum Kujawien-Pommern ein. Dies sind die Fahrzeuge 628 619, 628 633, 628 652, 628 656, 628 657, 628 659 und 628 692.
Ebenfalls wurde von der Koleje Mazowieckie das Fahrzeug 628 009/019 im Raum Warschau eingesetzt.

### Rumänien

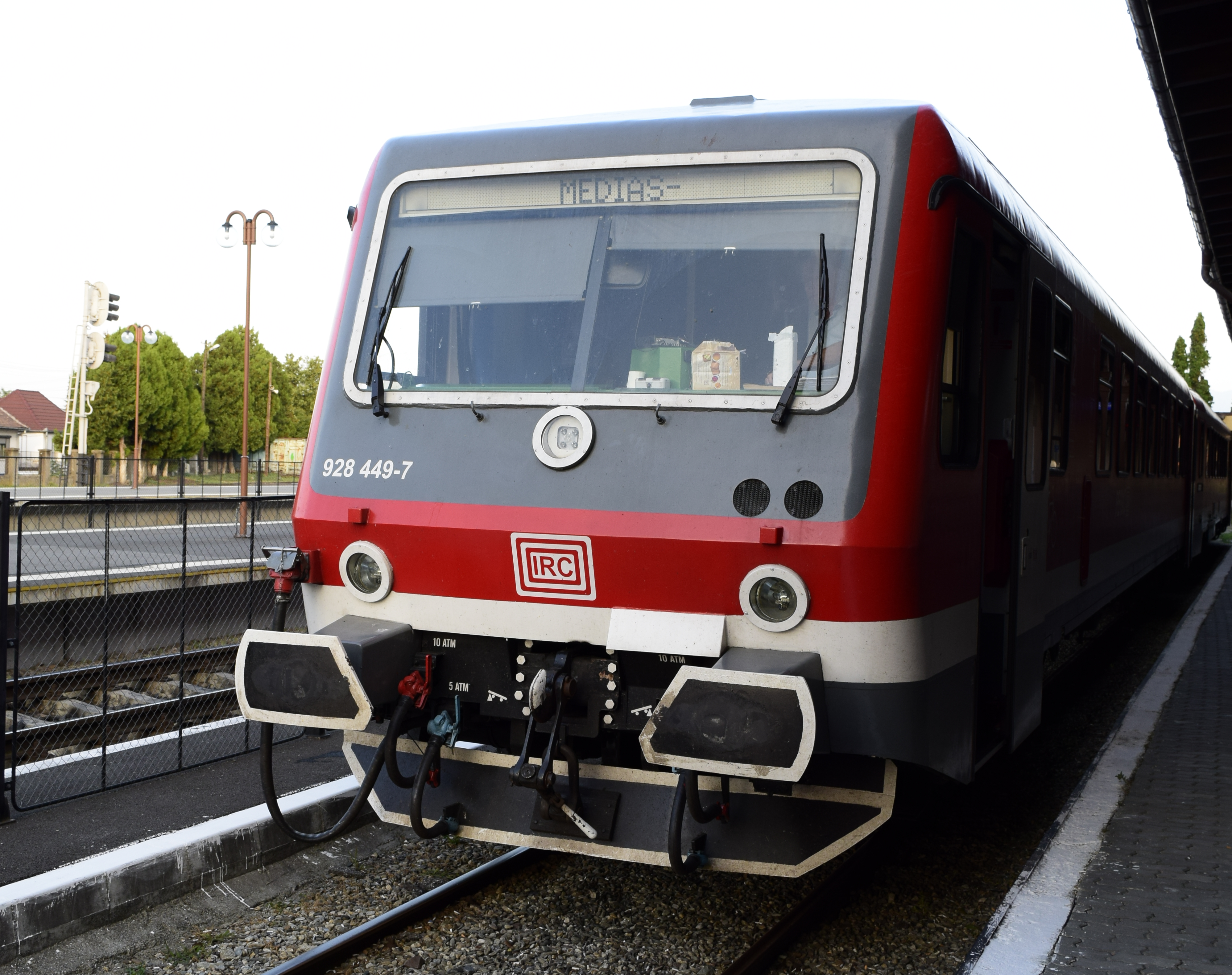
Zug der Baureihe 628 (DB) in Sibiu, Rumänien

Um den rumänischen Triebwagenbestand zu modernisieren, wurden 1995 die zwei Triebwagen 628 679 und 680 zur Căile Ferate Române (CFR) überführt und dort umfangreich erprobt. So kamen sie sogar in Intercity-Leistungen zum Einsatz. Die Fahrzeuge verblieben im Anschluss bei der CFR. Zur geplanten Lizenzfertigung kam es jedoch nicht, stattdessen erfolgte der Kauf von 120 Triebwagen des Typs Siemens Desiro, die als CFR-Baureihe 96 eingeordnet wurden.
Seit 2017 betreibt InterRegional Călători in Rumänien 628.4. Derzeit beläuft sich der bestand auf etwa 50 Fahrzeuge. Befahren werden derzeit die Strecken Baia Mare - Satu Mare, Bistrita - Bistrita Bargaului, Bistrita Nord - Lunca Ilvei, Caransebes - Arad, Cluj Napoca - Bistrita Nord, Cluj Napoca - Campia Turzii -Targu Mures, Cluj Napoca - Marghita - Oradea, Cluj Napoca - Sibiu, Letca - Jibou - Baia Mare, Medias - Sibiu, Oradea - Arad - Timisoara Nord, Oradea - Valea M - Satu M - Halmeu, Targu Mures - Deda - Toplita.
Im Jahr 2022 erwarb Regio Călători drei 628.4, nachdem diese sich dort bewährten kaufte man weitere etwas kostengünstigere 628.2 und ist derzeit dabei mit diesen ältere Fahrzeuge zu ersetzten. Aktuell fahren 628.2 bereits im Mischbetrieb auf Strecken ab Iasi, Brasov, Arad und Timisoara.

### Slowakei
Von Regiojet wurden auf der Bahnstrecke Bratislava–Komárno einige Triebzüge im Regionalverkehr eingesetzt.

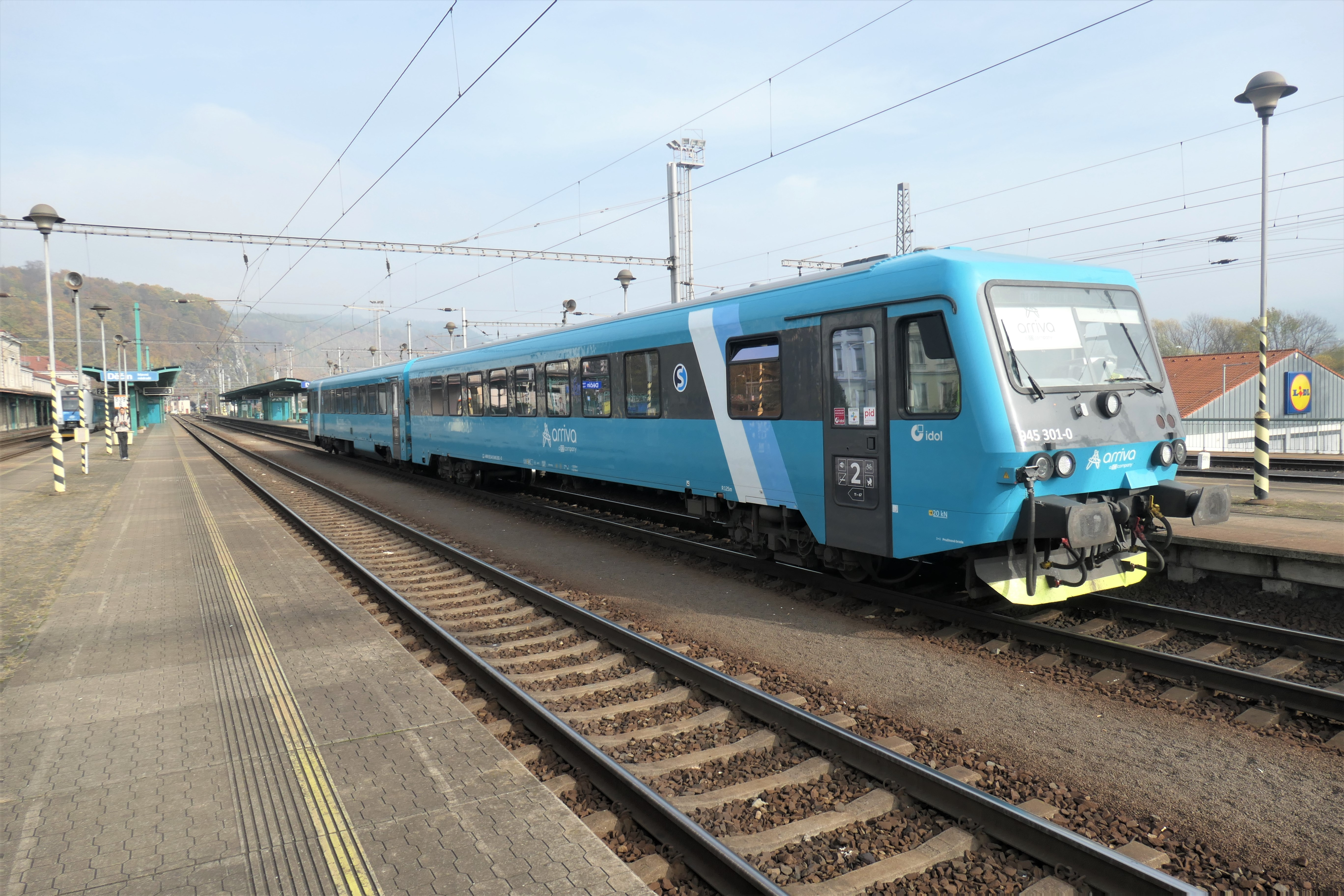
845 301 von Arriva in Děčín hl. n. (2022)

### Tschechien
Arriva

Seit 2012 wurden 43 Triebwagen an die tschechische DB-Tochter Arriva vlaky verkauft. Sie wurden in Tschechien neu zugelassen und in die Baureihe 845 eingeordnet. Damit wurden ab Dezember 2016 verschiedene eigenwirtschaftliche Verkehre angeboten.

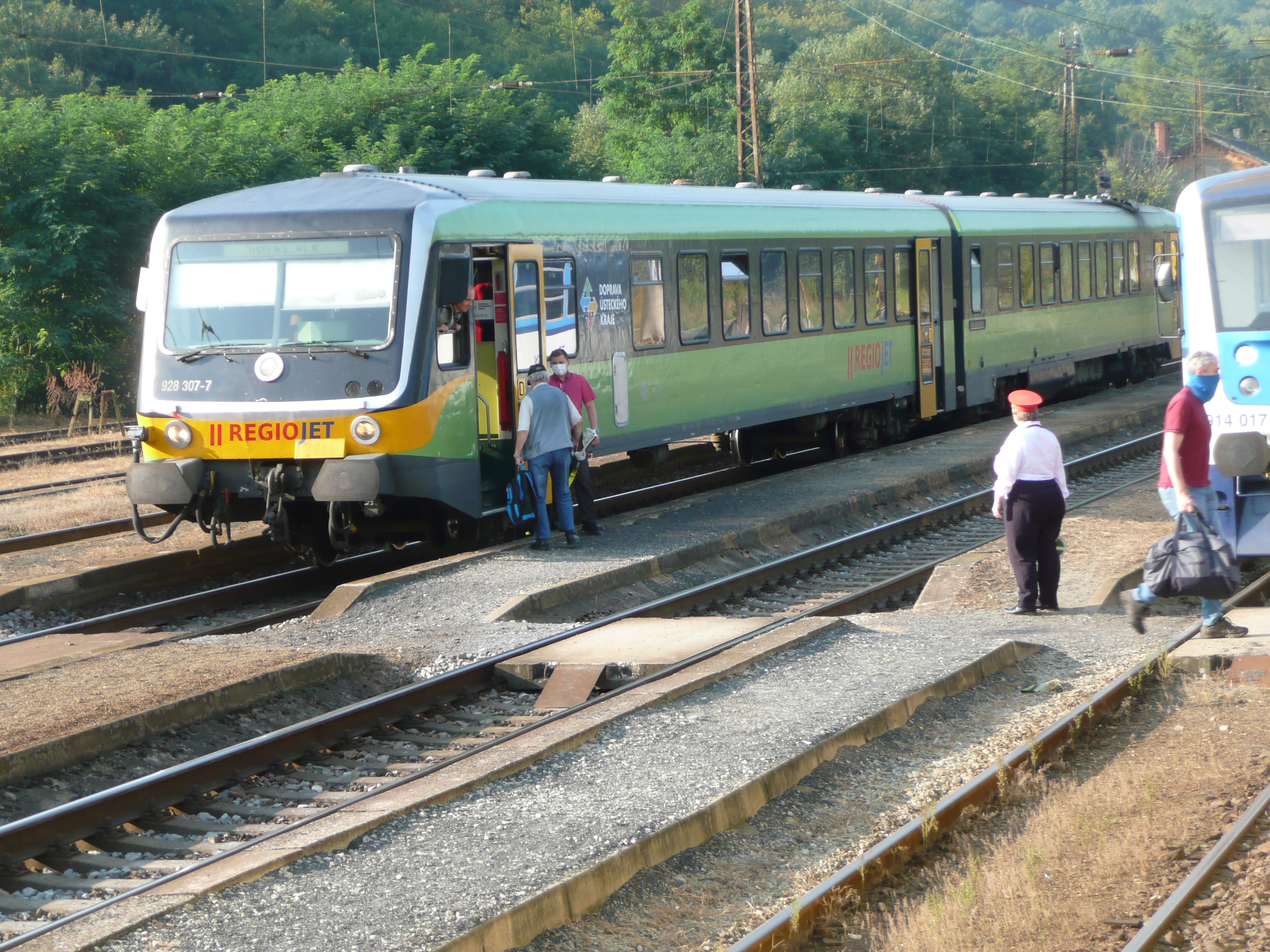
628 307 von Regiojet im Bahnhof Úpořiny auf der Bahnstrecke Trmice–Bílina

Mit dem Gewinn von mehreren Ausschreibungen wurden ab Dezember 2018 vermehrt Triebwagen erforderlich. Dafür werden die Triebwagen durch Pars Nova modernisiert und für den Einsatz auf den Strecken der SŽDC (heute SŽ) umgebaut. Dazu gehörte der Einbau des Zusicherungsystems LS06, einer Notbrems-Überbrückung, tschechischer Zugfunkanlagen sowie eines Tramex-Fahrdatenschreibers. Die Fahrgasträume erhielten neue Sitze, Steckdosen, eine behindertengerechte Toilette und WLAN, 4 Triebwagen bekamen außerdem eine Klimaanlage.
Das erste modernisierte Fahrzeug wurde im Juli 2019 vorgestellt.
Regiojet

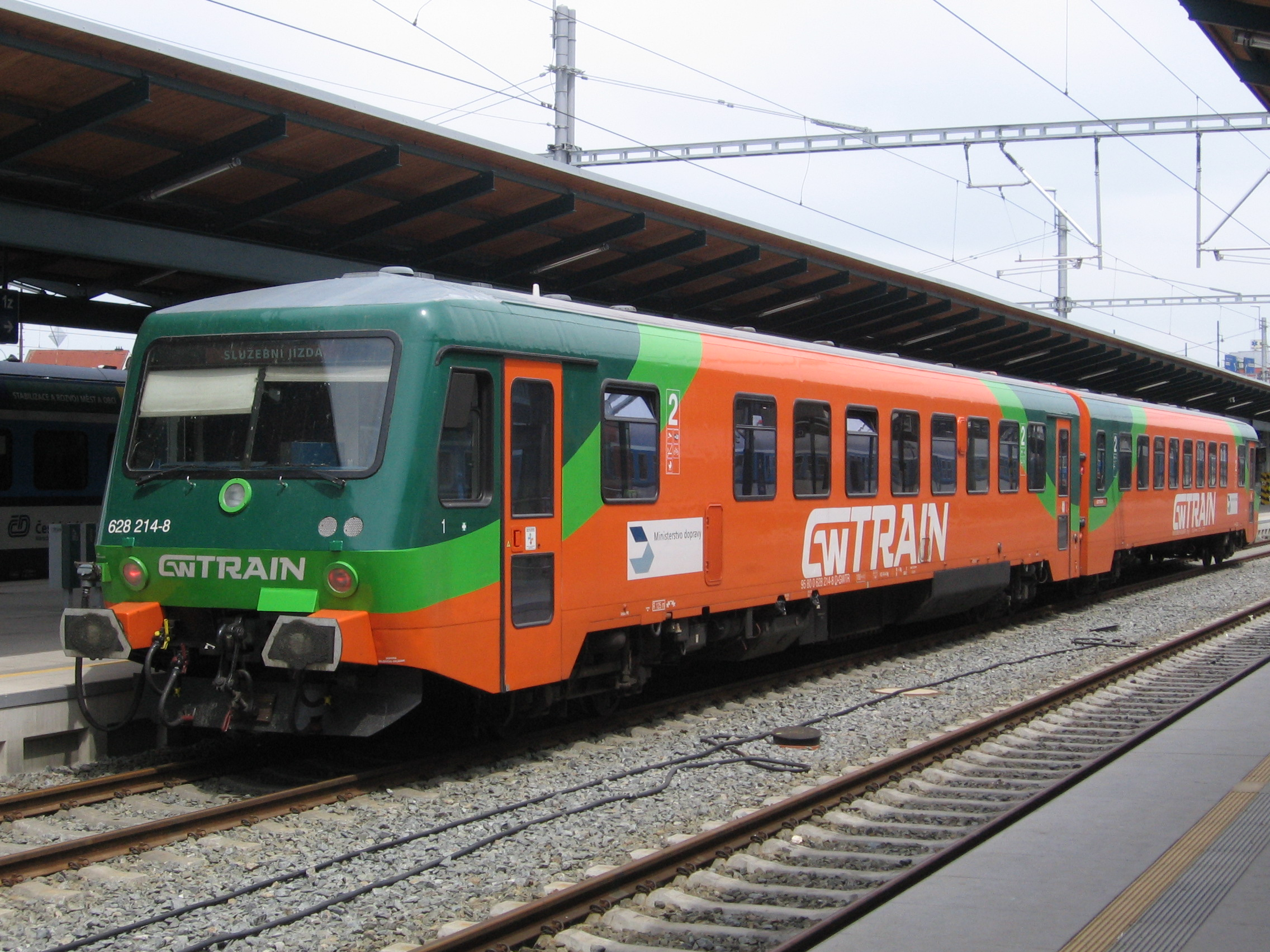
628 214 der GW Train Regio in Pilsen

Seit Dezember 2019 führte Regiojet auf mehreren Strecken im Ústecký kraj mit der Baureihe 628 den Betrieb durch, bis die Fahrzeuge 2023 durch neu gelieferte elektrische Triebzüge ersetzt wurden.
GW Train Regio
GW Train Regio setzt seit Dezember 2016 einige Triebwagen auf der Bahnstrecke Plzeň hl.n.–Žatec západ–Chomutov–Most ein. Außerdem werden Leistungen auf der Linie T8 Ústí nad Labem – Moldava v Krušných horách damit erbracht.